# Élections municipales de 2014 dans les Pyrénées-Orientales
Les élections municipales se sont déroulées les 23 et 30 mars 2014 dans les Pyrénées-Orientales.
Après le scrutin, vingt-et-un recours sont déposés devant le tribunal administratif, ce qui constitue, selon le journal L'Indépendant, un record dans l'histoire du département. Les communes où un recours est déposé sont : Baixas, Bompas, Canohès, Céret, Coustouges, Laroque-des-Albères, Les Angles, Montesquieu-des-Albères, Mont-Louis, Montner, Pézilla-la-Rivière, Pia (deux recours), Puyvalador, Rodès, Saint-Féliu-d'Avall, Saint-Jean-Lasseille, Saleilles, Salses-le-Château, Villelongue-de-la-Salanque, Vinça.

## Maires sortants et maires élus
Le scrutin est marqué par une stabilité politique relative. La gauche est battue à Collioure et Elne (gérée par le PCF depuis 2001). La droite conserve Canet-en-Roussillon, Perpignan, Prades, Rivesaltes et Saint-Estève. Les centristes se maintiennent à Claira et Sorède.
| Commune                      | Population | Maire sortant      | Parti | Parti | Maire élu           | Parti | Parti |
| ---------------------------- | ---------- | ------------------ | ----- | ----- | ------------------- | ----- | ----- |
| Alénya                       | 3 208      | Jacques Pumareda   |       | PCF   | Jean-André Magdalou |       | PCF   |
| Amélie-les-Bains-Palalda     | 3 688      | Alexandre Reynal   |       | PS    | Alexandre Reynal    |       | PS    |
| Argelès-sur-Mer              | 9 939      | Pierre Aylagas     |       | PS    | Pierre Aylagas      |       | PS    |
| Bages                        | 3 933      | Serge Soubielle    |       | DVG   | Serge Soubielle     |       | DVG   |
| Baho                         | 3 252      | Patrick Got        |       | UMP   | Patrick Got         |       | UMP   |
| Banyuls-sur-Mer              | 4 661      | Jean Rède          |       | UMP   | Jean-Michel Solé    |       | DVD   |
| Bompas                       | 7 197      | Jean-Paul Batlle   |       | DVD   | Jean-Paul Batlle    |       | DVD   |
| Cabestany                    | 9 199      | Jean Vila          |       | PCF   | Jean Vila           |       | PCF   |
| Canet-en-Roussillon          | 13 091     | Bernard Dupont     |       | UMP   | Bernard Dupont      |       | UMP   |
| Canohès                      | 4 871      | Jean-Louis Chambon |       | PS    | Jean-Louis Chambon  |       | PS    |
| Céret                        | 7 583      | Alain Torrent      |       | DVG   | Alain Torrent       |       | DVG   |
| Claira                       | 3 683      | Joseph Puig        |       | MoDem | Joseph Puig         |       | MoDem |
| Collioure                    | 3 036      | Michel Moly        |       | PS    | Jacques Manya       |       | DVD   |
| Elne                         | 8 100      | Nicolas Garcia     |       | PCF   | Yves Barniol        |       | DVD   |
| Espira-de-l'Agly             | 3 229      | Gérard Bile        |       | DVD   | Philippe Fourcade   |       | DVD   |
| Ille-sur-Têt                 | 5 303      | William Burghoffer |       | PS    | William Burghoffer  |       | PS    |
| Le Barcarès                  | 4 108      | Alain Ferrand      |       | UMP   | Alain Ferrand       |       | UMP   |
| Le Boulou                    | 5 498      | Christian Olive    |       | PS    | Christian Olive     |       | PS    |
| Le Soler                     | 7 141      | François Calvet    |       | UMP   | François Calvet     |       | UMP   |
| Millas                       | 4 005      | Damienne Beffara   |       | PS    | Damienne Beffara    |       | PS    |
| Perpignan                    | 118 238    | Jean-Marc Pujol    |       | UMP   | Jean-Marc Pujol     |       | UMP   |
| Pézilla-la-Rivière           | 3 286      | Jean-Paul Billès   |       | DVD   | Jean-Paul Billés    |       | DVD   |
| Pia                          | 7 786      | Guy Parès          |       | PS    | Guy Parés           |       | PS    |
| Pollestres                   | 4 565      | Daniel Mach        |       | UMP   | Daniel Mach         |       | UMP   |
| Port-Vendres                 | 4 240      | Jean-Pierre Romero |       | UMP   | Jean-Pierre Romero  |       | UMP   |
| Prades                       | 5 854      | Jean Castex        |       | UMP   | Jean Castex         |       | UMP   |
| Rivesaltes                   | 8 167      | André Bascou       |       | UMP   | André Bascou        |       | UMP   |
| Saint-André                  | 3 200      | Francis Manent     |       | PRG   | Francis Manent      |       | PRG   |
| Saint-Cyprien                | 10 438     | Thierry Del Poso   |       | UMP   | Thierry Del Poso    |       | UMP   |
| Saint-Estève                 | 10 905     | Robert Vila        |       | UMP   | Robert Vila         |       | UMP   |
| Saint-Laurent-de-la-Salanque | 9 014      | Fernand Siré       |       | UMP   | Alain Got           |       | DVD   |
| Sainte-Marie                 | 4 650      | Pierre Roig        |       | UMP   | Pierre Roig         |       | UMP   |
| Saleilles                    | 4 696      | François Rallo     |       | UMP   | François Rallo      |       | UMP   |
| Salses-le-Château            | 3 155      | Jean-Jacques Lopez |       | PS    | Jean-Jacques Lopez  |       | PS    |
| Sorède                       | 3 050      | Yves Porteix       |       | MoDem | Yves Porteix        |       | MoDem |
| Thuir                        | 7 248      | René Olive         |       | PS    | René Olive          |       | PS    |
| Torreilles                   | 3 248      | Louis Carles       |       | UMP   | Marc Medina         |       | DVD   |
| Toulouges                    | 6 248      | Louis Caseilles    |       | PS    | Jean Roque          |       | PS    |
| Villelongue-de-la-Salanque   | 3 156      | José Lloret        |       | DVD   | José Lloret         |       | DVD   |
| Villeneuve-de-la-Raho        | 3 800      | Jacqueline Irles   |       | UMP   | Jacqueline Irles    |       | UMP   |

### Résultats en nombre de maires
| Partis       | Partis                            | Maires sortants | Maires élus | Évolution     |
| ------------ | --------------------------------- | --------------- | ----------- | ------------- |
|              | Parti socialiste                  | 14              | 14          | en stagnation |
|              | Divers gauche                     | 9               | 10          | 1             |
|              | Parti radical de gauche           | 1               | 1           | en stagnation |
|              | PCF                               | 5               | 4           | 1             |
| Total gauche | Total gauche                      | 29              | 29          | -             |
|              | Union pour un mouvement populaire | 24              | 22          | 2             |
|              | Divers droite                     | 11              | 11          | en stagnation |
|              | Nouveau Centre                    | 1               | 1           | en stagnation |
|              | MoDem                             | 2               | 2           | en stagnation |
| Total droite | Total droite                      | 38              | 36          | 2             |
|              | Sans étiquette                    | 16              | 18          | 2             |
| Total        | Total                             | 83              | 83          | -             |

## Résultats dans les communes de plus de1 000 habitants

### Alénya
- Maire sortant : Jacques Pumareda (PCF)
- 23 sièges à pourvoir au conseil municipal (population légale 2011 : 3 208 habitants)
- 6 sièges à pourvoir au conseil communautaire (CC Sud Roussillon)

|                | Jean-André Magdalou | PS-PCF-EELV    | 1 040 | 58,55  | 19 | 5 |  |  |
|                | Mauricette Fabre    | DVD            | 736   | 41,44  | 4  | 1 |  |  |
|                |                     |                |       |        |    |   |  |  |
| Inscrits       | Inscrits            | Inscrits       | 2 475 | 100,00 |    |   |  |  |
| Abstentions    | Abstentions         | Abstentions    | 617   | 24,93  |    |   |  |  |
| Votants        | Votants             | Votants        | 1 858 | 75,07  |    |   |  |  |
| Blancs et nuls | Blancs et nuls      | Blancs et nuls | 82    | 4,41   |    |   |  |  |
| Exprimés       | Exprimés            | Exprimés       | 1 776 | 95,59  |    |   |  |  |

### Amélie-les-Bains-Palalda
- Maire sortant : Alexandre Reynal (PS)
- 27 sièges à pourvoir au conseil municipal (population légale 2011 : 3 688 habitants)
- 7 sièges à pourvoir au conseil communautaire (CC du Haut Vallespir)

|                          | Alexandre Reynal * | DVG            | 1 369 | 59,36  | 22 | 6 |  |  |
|                          | Annick Barboteu    | SE             | 937   | 40,63  | 5  | 1 |  |  |
|                          |                    |                |       |        |    |   |  |  |
| Inscrits                 | Inscrits           | Inscrits       | 3 289 | 100,00 |    |   |  |  |
| Abstentions              | Abstentions        | Abstentions    | 872   | 26,51  |    |   |  |  |
| Votants                  | Votants            | Votants        | 2 417 | 73,49  |    |   |  |  |
| Blancs et nuls           | Blancs et nuls     | Blancs et nuls | 111   | 4,59   |    |   |  |  |
| Exprimés                 | Exprimés           | Exprimés       | 2 306 | 95,41  |    |   |  |  |
| * Liste du maire sortant |                    |                |       |        |    |   |  |  |

### Argelès-sur-Mer
- Maire sortant : Pierre Aylagas (PS)
- 29 sièges à pourvoir au conseil municipal (population légale 2011 : 9 939 habitants)
- 9 sièges à pourvoir au conseil communautaire (CC des Albères, de la Côte Vermeille et de l'Illibéris)

|                          | Pierre Aylagas *   | PS-PRG-PCF-EELV | 3 740 | 57,39  | 24 | 8 |  |  |
|                          | Richard Hanana     | DVD             | 1 025 | 15,73  | 2  | 1 |  |  |
|                          | Brigitte De Capele | UMP-UDI         | 1 002 | 15,37  | 2  |   |  |  |
|                          | Laurent Madern     | SE              | 749   | 11,49  | 1  |   |  |  |
|                          |                    |                 |       |        |    |   |  |  |
| Inscrits                 | Inscrits           | Inscrits        | 9 674 | 100,00 |    |   |  |  |
| Abstentions              | Abstentions        | Abstentions     | 2 809 | 29,04  |    |   |  |  |
| Votants                  | Votants            | Votants         | 6 865 | 70,96  |    |   |  |  |
| Blancs et nuls           | Blancs et nuls     | Blancs et nuls  | 349   | 5,08   |    |   |  |  |
| Exprimés                 | Exprimés           | Exprimés        | 6 516 | 94,92  |    |   |  |  |
| * Liste du maire sortant |                    |                 |       |        |    |   |  |  |

### Arles-sur-Tech
- Maire sortant : René Bantoure
- 23 sièges à pourvoir au conseil municipal (population légale 2011 : 2 700 habitants)
- 6 sièges à pourvoir au conseil communautaire (CC du Haut Vallespir)

|                          | René Bantoure * | DVG            | 1 000 | 100,00 | 23 | 6 |  |  |
|                          |                 |                |       |        |    |   |  |  |
| Inscrits                 | Inscrits        | Inscrits       | 2 119 | 100,00 |    |   |  |  |
| Abstentions              | Abstentions     | Abstentions    | 810   | 38,23  |    |   |  |  |
| Votants                  | Votants         | Votants        | 1 309 | 61,77  |    |   |  |  |
| Blancs et nuls           | Blancs et nuls  | Blancs et nuls | 309   | 23,61  |    |   |  |  |
| Exprimés                 | Exprimés        | Exprimés       | 1 000 | 76,39  |    |   |  |  |
| * Liste du maire sortant |                 |                |       |        |    |   |  |  |

### Bages
- Maire sortant : Serge Soubielle (DVG)
- 27 sièges à pourvoir au conseil municipal (population légale 2011 : 3 933 habitants)
- 3 sièges à pourvoir au conseil communautaire (CC des Albères, de la Côte Vermeille et de l'Illibéris)

|                          | Serge Soubielle * | SE             | 1 276 | 58,96  | 22 | 2 |  |  |
|                          | Olivier Castany   | SE             | 888   | 41,03  | 5  | 1 |  |  |
|                          |                   |                |       |        |    |   |  |  |
| Inscrits                 | Inscrits          | Inscrits       | 3 266 | 100,00 |    |   |  |  |
| Abstentions              | Abstentions       | Abstentions    | 996   | 30,50  |    |   |  |  |
| Votants                  | Votants           | Votants        | 2 270 | 69,50  |    |   |  |  |
| Blancs et nuls           | Blancs et nuls    | Blancs et nuls | 106   | 4,67   |    |   |  |  |
| Exprimés                 | Exprimés          | Exprimés       | 2 164 | 95,33  |    |   |  |  |
| * Liste du maire sortant |                   |                |       |        |    |   |  |  |

### Baho
- Maire sortant : Patrick Got
- 23 sièges à pourvoir au conseil municipal (population légale 2011 : 3 252 habitants)
- 1 sièges à pourvoir au conseil communautaire (CU Perpignan Méditerranée Métropole)

|                          | Patrick Got *    | DVD            | 1 156 | 59,55  | 19 | 1 |  |  |
|                          | Georges Iglesias | SE             | 785   | 40,44  | 4  |   |  |  |
|                          |                  |                |       |        |    |   |  |  |
| Inscrits                 | Inscrits         | Inscrits       | 2 455 | 100,00 |    |   |  |  |
| Abstentions              | Abstentions      | Abstentions    | 454   | 18,49  |    |   |  |  |
| Votants                  | Votants          | Votants        | 2 001 | 81,51  |    |   |  |  |
| Blancs et nuls           | Blancs et nuls   | Blancs et nuls | 60    | 3,00   |    |   |  |  |
| Exprimés                 | Exprimés         | Exprimés       | 1 941 | 97,00  |    |   |  |  |
| * Liste du maire sortant |                  |                |       |        |    |   |  |  |

### Baixas
- Maire sortant : Gilles Foxonet
- 23 sièges à pourvoir au conseil municipal (population légale 2011 : 2 567 habitants)
- 1 sièges à pourvoir au conseil communautaire (CU Perpignan Méditerranée Métropole)

|                          | Gilles Foxonet * | DVD            | 1 089 | 67,93  | 20 | 1 |  |  |
|                          | Richard Bazian   | DVD            | 514   | 32,06  | 3  |   |  |  |
|                          |                  |                |       |        |    |   |  |  |
| Inscrits                 | Inscrits         | Inscrits       | 2 021 | 100,00 |    |   |  |  |
| Abstentions              | Abstentions      | Abstentions    | 347   | 17,17  |    |   |  |  |
| Votants                  | Votants          | Votants        | 1 674 | 82,83  |    |   |  |  |
| Blancs et nuls           | Blancs et nuls   | Blancs et nuls | 71    | 4,24   |    |   |  |  |
| Exprimés                 | Exprimés         | Exprimés       | 1 603 | 95,76  |    |   |  |  |
| * Liste du maire sortant |                  |                |       |        |    |   |  |  |

### Banyuls-dels-Aspres
- Maire sortant : André Marie
- 15 sièges à pourvoir au conseil municipal (population légale 2011 : 1 217 habitants)
- 2 sièges à pourvoir au conseil communautaire (CC des Aspres)

|                | Laurent Bernardy | SE             | 447 | 66,12  | 13 | 2 |  |  |
|                | Frédéric Malet   | SE             | 229 | 33,87  | 2  |   |  |  |
|                |                  |                |     |        |    |   |  |  |
| Inscrits       | Inscrits         | Inscrits       | 946 | 100,00 |    |   |  |  |
| Abstentions    | Abstentions      | Abstentions    | 226 | 23,89  |    |   |  |  |
| Votants        | Votants          | Votants        | 720 | 76,11  |    |   |  |  |
| Blancs et nuls | Blancs et nuls   | Blancs et nuls | 44  | 6,11   |    |   |  |  |
| Exprimés       | Exprimés         | Exprimés       | 676 | 93,89  |    |   |  |  |

### Banyuls-sur-Mer
- Maire sortant : Jean Rède (UMP)
- 27 sièges à pourvoir au conseil municipal (population légale 2011 : 4 661 habitants)
- 4 sièges à pourvoir au conseil communautaire (CC des Albères, de la Côte Vermeille et de l'Illibéris)

| Tête de liste  | Tête de liste    | Liste          | Premier tour | Premier tour | Second tour | Second tour | Sièges | Sièges |
| Tête de liste  | Tête de liste    | Liste          | Voix         | %            | Voix        | %           | CM     | CC     |
| -------------- | ---------------- | -------------- | ------------ | ------------ | ----------- | ----------- | ------ | ------ |
|                | Jean-Michel Solé | DVD            | 732          | 25,65        | 1 410       | 50,41       | 21     | 3      |
|                | Roger Rulls      | PS             | 672          | 23,55        | 1 387       | 49,59       | 6      | 1      |
|                | Hélène Rede      | UMP            | 537          | 18,82        |             |             |        |        |
|                | Patrick Medina   | DVG            | 535          | 18,75        |             |             |        |        |
|                | André Lopez      | DVD            | 223          | 7,81         |             |             |        |        |
|                | Richard Sanchez  | FG             | 154          | 5,39         |             |             |        |        |
|                |                  |                |              |              |             |             |        |        |
| Inscrits       | Inscrits         | Inscrits       | 3 800        | 100,00       | 3 800       | 100,00      |        |        |
| Abstentions    | Abstentions      | Abstentions    | 818          | 21,53        | 783         | 20,61       |        |        |
| Votants        | Votants          | Votants        | 2 982        | 78,47        | 3 017       | 79,39       |        |        |
| Blancs et nuls | Blancs et nuls   | Blancs et nuls | 129          | 4,33         | 220         | 7,29        |        |        |
| Exprimés       | Exprimés         | Exprimés       | 2 853        | 95,67        | 2 797       | 92,71       |        |        |

### Bompas
- Maire sortant : Jean-Paul Batlle (SE)
- 29 sièges à pourvoir au conseil municipal (population légale 2011 : 7 197 habitants)
- 2 sièges à pourvoir au conseil communautaire (CU Perpignan Méditerranée Métropole)

| Tête de liste            | Tête de liste      | Liste          | Premier tour | Premier tour | Second tour | Second tour | Sièges | Sièges |
| Tête de liste            | Tête de liste      | Liste          | Voix         | %            | Voix        | %           | CM     | CC     |
| ------------------------ | ------------------ | -------------- | ------------ | ------------ | ----------- | ----------- | ------ | ------ |
|                          | Jean-Paul Batlle * | DVD            | 1 918        | 47,52        | 2 063       | 48,83       | 22     | 2      |
|                          | Jean Sol           | DVD            | 1 493        | 36,99        | 1 697       | 40,17       | 6      |        |
|                          | Irina KortÁnek     | FN             | 625          | 15,48        | 464         | 10,98       | 1      |        |
|                          |                    |                |              |              |             |             |        |        |
| Inscrits                 | Inscrits           | Inscrits       | 5 900        | 100,00       | 5 900       | 100,00      |        |        |
| Abstentions              | Abstentions        | Abstentions    | 1 715        | 29,07        | 1 544       | 26,17       |        |        |
| Votants                  | Votants            | Votants        | 4 185        | 70,93        | 4 356       | 73,83       |        |        |
| Blancs et nuls           | Blancs et nuls     | Blancs et nuls | 149          | 3,56         | 132         | 3,03        |        |        |
| Exprimés                 | Exprimés           | Exprimés       | 4 036        | 96,44        | 4 224       | 96,97       |        |        |
| * Liste du maire sortant |                    |                |              |              |             |             |        |        |

### Bourg-Madame
- Maire sortant : Jean-Jacques Fortuny
- 15 sièges à pourvoir au conseil municipal (population légale 2011 : 1 311 habitants)
- 4 sièges à pourvoir au conseil communautaire (CC Pyrénées Cerdagne)

|                          | Jean-Jacques Fortuny *       | SE             | 309 | 53,83  | 12 | 3 |  |  |
|                          | Marie-Thérèse Baussard Ortiz | SE             | 265 | 46,16  | 3  | 1 |  |  |
|                          |                              |                |     |        |    |   |  |  |
| Inscrits                 | Inscrits                     | Inscrits       | 791 | 100,00 |    |   |  |  |
| Abstentions              | Abstentions                  | Abstentions    | 200 | 25,28  |    |   |  |  |
| Votants                  | Votants                      | Votants        | 591 | 74,72  |    |   |  |  |
| Blancs et nuls           | Blancs et nuls               | Blancs et nuls | 17  | 2,88   |    |   |  |  |
| Exprimés                 | Exprimés                     | Exprimés       | 574 | 97,12  |    |   |  |  |
| * Liste du maire sortant |                              |                |     |        |    |   |  |  |

### Brouilla
- Maire sortant : Pierre Taurinya
- 15 sièges à pourvoir au conseil municipal (population légale 2011 : 1 122 habitants)
- 2 sièges à pourvoir au conseil communautaire (CC des Aspres)

|                          | Pierre Taurinya * | SE             | 555 | 68,85  | 13 | 2 |  |  |
|                          | Christian Coll    | SE             | 251 | 31,14  | 2  |   |  |  |
|                          |                   |                |     |        |    |   |  |  |
| Inscrits                 | Inscrits          | Inscrits       | 969 | 100,00 |    |   |  |  |
| Abstentions              | Abstentions       | Abstentions    | 132 | 13,62  |    |   |  |  |
| Votants                  | Votants           | Votants        | 837 | 86,38  |    |   |  |  |
| Blancs et nuls           | Blancs et nuls    | Blancs et nuls | 31  | 3,70   |    |   |  |  |
| Exprimés                 | Exprimés          | Exprimés       | 806 | 96,30  |    |   |  |  |
| * Liste du maire sortant |                   |                |     |        |    |   |  |  |

### Cabestany
- Maire sortant : Jean Vila (PCF)
- 29 sièges à pourvoir au conseil municipal (population légale 2011 : 9 199 habitants)
- 3 sièges à pourvoir au conseil communautaire (CU Perpignan Méditerranée Métropole)

|                          | Jean Vila *    | PCF-PS         | 3 394 | 70,40  | 25 | 3 |  |  |
|                          | Colette Appert | UMP            | 1 427 | 29,59  | 4  |   |  |  |
|                          |                |                |       |        |    |   |  |  |
| Inscrits                 | Inscrits       | Inscrits       | 7 689 | 100,00 |    |   |  |  |
| Abstentions              | Abstentions    | Abstentions    | 2 599 | 33,80  |    |   |  |  |
| Votants                  | Votants        | Votants        | 5 090 | 66,20  |    |   |  |  |
| Blancs et nuls           | Blancs et nuls | Blancs et nuls | 269   | 5,28   |    |   |  |  |
| Exprimés                 | Exprimés       | Exprimés       | 4 821 | 94,72  |    |   |  |  |
| * Liste du maire sortant |                |                |       |        |    |   |  |  |

### Canet-en-Roussillon
- Maire sortant : Bernard Dupont (UMP)
- 33 sièges à pourvoir au conseil municipal (population légale 2011 : 13 091 habitants)
- 4 sièges à pourvoir au conseil communautaire (CU Perpignan Méditerranée Métropole)

|                          | Bernard Dupont *             | UMP            | 4 889  | 66,31  | 28 | 4 |  |  |
|                          | Jean-Pierre Cevaer-visonneau | FN             | 1 532  | 20,78  | 3  |   |  |  |
|                          | Nadine Pons                  | DVG            | 951    | 12,90  | 2  |   |  |  |
|                          |                              |                |        |        |    |   |  |  |
| Inscrits                 | Inscrits                     | Inscrits       | 10 909 | 100,00 |    |   |  |  |
| Abstentions              | Abstentions                  | Abstentions    | 3 347  | 30,68  |    |   |  |  |
| Votants                  | Votants                      | Votants        | 7 562  | 69,32  |    |   |  |  |
| Blancs et nuls           | Blancs et nuls               | Blancs et nuls | 190    | 2,51   |    |   |  |  |
| Exprimés                 | Exprimés                     | Exprimés       | 7 372  | 97,49  |    |   |  |  |
| * Liste du maire sortant |                              |                |        |        |    |   |  |  |

### Canohès
- Maire sortant : Jean-Louis Chambon (PS)
- 27 sièges à pourvoir au conseil municipal (population légale 2011 : 4 871 habitants)
- 1 sièges à pourvoir au conseil communautaire (CU Perpignan Méditerranée Métropole)

| Tête de liste            | Tête de liste        | Liste          | Premier tour | Premier tour | Second tour | Second tour | Sièges | Sièges |
| Tête de liste            | Tête de liste        | Liste          | Voix         | %            | Voix        | %           | CM     | CC     |
| ------------------------ | -------------------- | -------------- | ------------ | ------------ | ----------- | ----------- | ------ | ------ |
|                          | Jean-Louis Chambon * | PS             | 1 370        | 45,48        | 1 492       | 51,09       | 21     | 1      |
|                          | Marti Cama           | SE             | 792          | 26,29        | 801         | 27,43       | 4      |        |
|                          | Vincent Legroux      | DVD            | 534          | 17,72        | 354         | 12,12       | 1      |        |
|                          | Martine Climaco      | FG             | 316          | 10,49        | 273         | 9,34        | 1      |        |
|                          |                      |                |              |              |             |             |        |        |
| Inscrits                 | Inscrits             | Inscrits       | 4 333        | 100,00       | 4 333       | 100,00      |        |        |
| Abstentions              | Abstentions          | Abstentions    | 1 207        | 27,86        | 1 259       | 29,06       |        |        |
| Votants                  | Votants              | Votants        | 3 126        | 72,14        | 3 074       | 70,94       |        |        |
| Blancs et nuls           | Blancs et nuls       | Blancs et nuls | 114          | 3,65         | 154         | 5,01        |        |        |
| Exprimés                 | Exprimés             | Exprimés       | 3 012        | 96,35        | 2 920       | 94,99       |        |        |
| * Liste du maire sortant |                      |                |              |              |             |             |        |        |

### Cerbère
- Maire sortant : Jean-Claude Portella
- 15 sièges à pourvoir au conseil municipal (population légale 2011 : 1 382 habitants)
- 2 sièges à pourvoir au conseil communautaire (CC des Albères, de la Côte Vermeille et de l'Illibéris)

|                          | Jean-Claude Portella * | DVG            | 457   | 57,12  | 12 | 2 |  |  |
|                          | Christian Grau         | SE             | 343   | 42,87  | 3  |   |  |  |
|                          |                        |                |       |        |    |   |  |  |
| Inscrits                 | Inscrits               | Inscrits       | 1 044 | 100,00 |    |   |  |  |
| Abstentions              | Abstentions            | Abstentions    | 211   | 20,21  |    |   |  |  |
| Votants                  | Votants                | Votants        | 833   | 79,79  |    |   |  |  |
| Blancs et nuls           | Blancs et nuls         | Blancs et nuls | 33    | 3,96   |    |   |  |  |
| Exprimés                 | Exprimés               | Exprimés       | 800   | 96,04  |    |   |  |  |
| * Liste du maire sortant |                        |                |       |        |    |   |  |  |

### Céret
- Maire sortant : Alain Torrent (SE)
- 29 sièges à pourvoir au conseil municipal (population légale 2011 : 7 583 habitants)
- 12 sièges à pourvoir au conseil communautaire (CC du Vallespir)

| Tête de liste            | Tête de liste      | Liste          | Premier tour | Premier tour | Second tour | Second tour | Sièges | Sièges |
| Tête de liste            | Tête de liste      | Liste          | Voix         | %            | Voix        | %           | CM     | CC     |
| ------------------------ | ------------------ | -------------- | ------------ | ------------ | ----------- | ----------- | ------ | ------ |
|                          | Alain Torrent *    | DVG            | 1 598        | 37,25        | 1 909       | 44,47       | 21     | 9      |
|                          | François Brule     | DVG            | 866          | 20,19        | 1 773       | 41,30       | 6      | 2      |
|                          | Jean Saseras       | SE             | 741          | 17,27        |             |             |        |        |
|                          | Jean-Pierre Brazes | UDI            | 626          | 14,59        | 610         | 14,21       | 2      | 1      |
|                          | Patrice Dorp       | PS             | 458          | 10,67        |             |             |        |        |
|                          |                    |                |              |              |             |             |        |        |
| Inscrits                 | Inscrits           | Inscrits       | 6 473        | 100,00       | 6 359       | 100,00      |        |        |
| Abstentions              | Abstentions        | Abstentions    | 2 023        | 31,25        | 1 842       | 28,97       |        |        |
| Votants                  | Votants            | Votants        | 4 450        | 68,75        | 4 517       | 71,03       |        |        |
| Blancs et nuls           | Blancs et nuls     | Blancs et nuls | 161          | 3,62         | 225         | 4,98        |        |        |
| Exprimés                 | Exprimés           | Exprimés       | 4 289        | 96,38        | 4 292       | 95,02       |        |        |
| * Liste du maire sortant |                    |                |              |              |             |             |        |        |

### Claira
- Maire sortant : Joseph Puig (MoDem)
- 27 sièges à pourvoir au conseil municipal (population légale 2011 : 3 683 habitants)
- 8 sièges à pourvoir au conseil communautaire (CC Corbières Salanque Méditerranée)

|                          | Joseph Puig *  | DVD            | 1 562 | 71,81  | 24 | 7 |  |  |
|                          | Bernard Jantac | UMP-UDI        | 613   | 28,18  | 3  | 1 |  |  |
|                          |                |                |       |        |    |   |  |  |
| Inscrits                 | Inscrits       | Inscrits       | 2 964 | 100,00 |    |   |  |  |
| Abstentions              | Abstentions    | Abstentions    | 669   | 22,57  |    |   |  |  |
| Votants                  | Votants        | Votants        | 2 295 | 77,43  |    |   |  |  |
| Blancs et nuls           | Blancs et nuls | Blancs et nuls | 120   | 5,23   |    |   |  |  |
| Exprimés                 | Exprimés       | Exprimés       | 2 175 | 94,77  |    |   |  |  |
| * Liste du maire sortant |                |                |       |        |    |   |  |  |

### Collioure
- Maire sortant : Michel Moly
- 23 sièges à pourvoir au conseil municipal (population légale 2011 : 3 036 habitants)
- 3 sièges à pourvoir au conseil communautaire (CC des Albères, de la Côte Vermeille et de l'Illibéris)

|                          | Jacques Manya  | SE             | 1 058 | 54,25  | 18 | 2 |  |  |
|                          | Michel Moly *  | DVG            | 892   | 45,74  | 5  | 1 |  |  |
|                          |                |                |       |        |    |   |  |  |
| Inscrits                 | Inscrits       | Inscrits       | 2 492 | 100,00 |    |   |  |  |
| Abstentions              | Abstentions    | Abstentions    | 457   | 18,34  |    |   |  |  |
| Votants                  | Votants        | Votants        | 2 035 | 81,66  |    |   |  |  |
| Blancs et nuls           | Blancs et nuls | Blancs et nuls | 85    | 4,18   |    |   |  |  |
| Exprimés                 | Exprimés       | Exprimés       | 1 950 | 95,82  |    |   |  |  |
| * Liste du maire sortant |                |                |       |        |    |   |  |  |

### Corbère-les-Cabanes
- Maire sortant : Henri Pujol
- 15 sièges à pourvoir au conseil municipal (population légale 2011 : 1 096 habitants)
- 3 sièges à pourvoir au conseil communautaire (CC Roussillon Conflent)

|                          | Henri Pujol *  | PS-PCF         | 439 | 100,00 | 15 | 3 |  |  |
|                          |                |                |     |        |    |   |  |  |
| Inscrits                 | Inscrits       | Inscrits       | 793 | 100,00 |    |   |  |  |
| Abstentions              | Abstentions    | Abstentions    | 246 | 31,02  |    |   |  |  |
| Votants                  | Votants        | Votants        | 547 | 68,98  |    |   |  |  |
| Blancs et nuls           | Blancs et nuls | Blancs et nuls | 108 | 19,74  |    |   |  |  |
| Exprimés                 | Exprimés       | Exprimés       | 439 | 80,26  |    |   |  |  |
| * Liste du maire sortant |                |                |     |        |    |   |  |  |

### Corneilla-del-Vercol
- Maire sortant : Marcel Amouroux
- 19 sièges à pourvoir au conseil municipal (population légale 2011 : 2 198 habitants)
- 3 sièges à pourvoir au conseil communautaire (CC Sud Roussillon)

|                          | Marcel Amouroux * | SE             | 888   | 81,54  | 18 | 3 |  |  |
|                          | Nadège Nenert     | SE             | 201   | 18,45  | 1  |   |  |  |
|                          |                   |                |       |        |    |   |  |  |
| Inscrits                 | Inscrits          | Inscrits       | 1 609 | 100,00 |    |   |  |  |
| Abstentions              | Abstentions       | Abstentions    | 484   | 30,08  |    |   |  |  |
| Votants                  | Votants           | Votants        | 1 125 | 69,92  |    |   |  |  |
| Blancs et nuls           | Blancs et nuls    | Blancs et nuls | 36    | 3,20   |    |   |  |  |
| Exprimés                 | Exprimés          | Exprimés       | 1 089 | 96,80  |    |   |  |  |
| * Liste du maire sortant |                   |                |       |        |    |   |  |  |

### Corneilla-la-Rivière
- Maire sortant : Gislène Beltran-Charre
- 19 sièges à pourvoir au conseil municipal (population légale 2011 : 1 917 habitants)
- 3 sièges à pourvoir au conseil communautaire (CU Perpignan Méditerranée Métropole)

| Tête de liste            | Tête de liste            | Liste          | Premier tour | Premier tour | Second tour | Second tour | Sièges | Sièges |
| Tête de liste            | Tête de liste            | Liste          | Voix         | %            | Voix        | %           | CM     | CC     |
| ------------------------ | ------------------------ | -------------- | ------------ | ------------ | ----------- | ----------- | ------ | ------ |
|                          | Gislène Beltran-Charre * | DVG            | 526          | 44,35        | 631         | 50,88       | 15     | 2      |
|                          | René Laville             | SE             | 436          | 36,76        | 609         | 49,11       | 4      | 1      |
|                          | Alphonse Barrot          | SE             | 224          | 18,88        |             |             |        |        |
|                          |                          |                |              |              |             |             |        |        |
| Inscrits                 | Inscrits                 | Inscrits       | 1 528        | 100,00       | 1 528       | 100,00      |        |        |
| Abstentions              | Abstentions              | Abstentions    | 301          | 19,70        | 259         | 16,95       |        |        |
| Votants                  | Votants                  | Votants        | 1 227        | 80,30        | 1 269       | 83,05       |        |        |
| Blancs et nuls           | Blancs et nuls           | Blancs et nuls | 41           | 3,34         | 29          | 2,29        |        |        |
| Exprimés                 | Exprimés                 | Exprimés       | 1 186        | 96,66        | 1 240       | 97,71       |        |        |
| * Liste du maire sortant |                          |                |              |              |             |             |        |        |

### Elne
- Maire sortant : Nicolas Garcia (PCF)
- 29 sièges à pourvoir au conseil municipal (population légale 2011 : 8 100 habitants)
- 7 sièges à pourvoir au conseil communautaire (CC des Albères, de la Côte Vermeille et de l'Illibéris)

| Tête de liste            | Tête de liste      | Liste          | Premier tour | Premier tour | Second tour | Second tour | Sièges | Sièges |
| Tête de liste            | Tête de liste      | Liste          | Voix         | %            | Voix        | %           | CM     | CC     |
| ------------------------ | ------------------ | -------------- | ------------ | ------------ | ----------- | ----------- | ------ | ------ |
|                          | Nicolas Garcia *   | DVG            | 2 170        | 46,42        | 2 362       | 47,55       | 7      | 1      |
|                          | Yves Barniol       | SE             | 1 880        | 40,22        | 2 605       | 52,44       | 22     | 6      |
|                          | Jean-Claude Jourda | UMP-UDI        | 624          | 13,35        |             |             |        |        |
|                          |                    |                |              |              |             |             |        |        |
| Inscrits                 | Inscrits           | Inscrits       | 6 375        | 100,00       | 6 375       | 100,00      |        |        |
| Abstentions              | Abstentions        | Abstentions    | 1 572        | 24,66        | 1 298       | 20,36       |        |        |
| Votants                  | Votants            | Votants        | 4 803        | 75,34        | 5 077       | 79,64       |        |        |
| Blancs et nuls           | Blancs et nuls     | Blancs et nuls | 129          | 2,69         | 110         | 2,17        |        |        |
| Exprimés                 | Exprimés           | Exprimés       | 4 674        | 97,31        | 4 967       | 97,83       |        |        |
| * Liste du maire sortant |                    |                |              |              |             |             |        |        |

### Espira-de-l'Agly
- Maire sortant : Gérard Bile
- 23 sièges à pourvoir au conseil municipal (population légale 2011 : 3 229 habitants)
- 1 sièges à pourvoir au conseil communautaire (CU Perpignan Méditerranée Métropole)

| Tête de liste  | Tête de liste         | Liste          | Premier tour | Premier tour | Second tour | Second tour | Sièges | Sièges |
| Tête de liste  | Tête de liste         | Liste          | Voix         | %            | Voix        | %           | CM     | CC     |
| -------------- | --------------------- | -------------- | ------------ | ------------ | ----------- | ----------- | ------ | ------ |
|                | Philippe Fourcade     | SE             | 679          | 38,25        | 860         | 47,59       | 18     | 1      |
|                | Monique Dauré Casteis | SE             | 523          | 29,46        | 697         | 38,57       | 4      |        |
|                | Robert Olives         | FN             | 313          | 17,63        | 250         | 13,83       | 1      |        |
|                | Luc Moliner           | PS-PCF         | 260          | 14,64        |             |             |        |        |
|                |                       |                |              |              |             |             |        |        |
| Inscrits       | Inscrits              | Inscrits       | 2 357        | 100,00       | 2 357       | 100,00      |        |        |
| Abstentions    | Abstentions           | Abstentions    | 532          | 22,57        | 480         | 20,36       |        |        |
| Votants        | Votants               | Votants        | 1 825        | 77,43        | 1 877       | 79,64       |        |        |
| Blancs et nuls | Blancs et nuls        | Blancs et nuls | 50           | 2,74         | 70          | 3,73        |        |        |
| Exprimés       | Exprimés              | Exprimés       | 1 775        | 97,26        | 1 807       | 96,27       |        |        |

### Estagel
- Maire sortant : Roger Ferrer
- 19 sièges à pourvoir au conseil municipal (population légale 2011 : 1 939 habitants)
- 1 sièges à pourvoir au conseil communautaire (CU Perpignan Méditerranée Métropole)

| Tête de liste            | Tête de liste  | Liste          | Premier tour | Premier tour | Second tour | Second tour | Sièges | Sièges |
| Tête de liste            | Tête de liste  | Liste          | Voix         | %            | Voix        | %           | CM     | CC     |
| ------------------------ | -------------- | -------------- | ------------ | ------------ | ----------- | ----------- | ------ | ------ |
|                          | Roger Ferrer * | PCF            | 537          | 44,52        | 674         | 52,49       | 15     | 1      |
|                          | Pierre Contet  | SE             | 408          | 33,83        | 610         | 47,50       | 4      |        |
|                          | Élie Garcia    | SE             | 261          | 21,64        |             |             |        |        |
|                          |                |                |              |              |             |             |        |        |
| Inscrits                 | Inscrits       | Inscrits       | 1 599        | 100,00       | 1 599       | 100,00      |        |        |
| Abstentions              | Abstentions    | Abstentions    | 346          | 21,64        | 272         | 17,01       |        |        |
| Votants                  | Votants        | Votants        | 1 253        | 78,36        | 1 327       | 82,99       |        |        |
| Blancs et nuls           | Blancs et nuls | Blancs et nuls | 47           | 3,75         | 43          | 3,24        |        |        |
| Exprimés                 | Exprimés       | Exprimés       | 1 206        | 96,25        | 1 284       | 96,76       |        |        |
| * Liste du maire sortant |                |                |              |              |             |             |        |        |

### Font-Romeu-Odeillo-Via
- Maire sortant : Jean-Louis Demelin
- 19 sièges à pourvoir au conseil municipal (population légale 2011 : 1 839 habitants)
- 9 sièges à pourvoir au conseil communautaire (CC Pyrénées catalanes)

| Tête de liste            | Tête de liste        | Liste          | Premier tour | Premier tour | Second tour | Second tour | Sièges | Sièges |
| Tête de liste            | Tête de liste        | Liste          | Voix         | %            | Voix        | %           | CM     | CC     |
| ------------------------ | -------------------- | -------------- | ------------ | ------------ | ----------- | ----------- | ------ | ------ |
|                          | Jean-Louis Demelin * | SE             | 553          | 48,67        | 607         | 49,87       | 15     | 7      |
|                          | Michel Riff          | SE             | 409          | 36,00        | 468         | 38,45       | 3      | 2      |
|                          | Serge Ponsa          | SE             | 174          | 15,31        | 142         | 11,66       | 1      |        |
|                          |                      |                |              |              |             |             |        |        |
| Inscrits                 | Inscrits             | Inscrits       | 1 536        | 100,00       | 1 536       | 100,00      |        |        |
| Abstentions              | Abstentions          | Abstentions    | 340          | 22,14        | 298         | 19,40       |        |        |
| Votants                  | Votants              | Votants        | 1 196        | 77,86        | 1 238       | 80,60       |        |        |
| Blancs et nuls           | Blancs et nuls       | Blancs et nuls | 60           | 5,02         | 21          | 1,70        |        |        |
| Exprimés                 | Exprimés             | Exprimés       | 1 136        | 94,98        | 1 217       | 98,30       |        |        |
| * Liste du maire sortant |                      |                |              |              |             |             |        |        |

### Fourques
- Maire sortant : Jean-Luc Pujol
- 15 sièges à pourvoir au conseil municipal (population légale 2011 : 1 155 habitants)
- 2 sièges à pourvoir au conseil communautaire (CC des Aspres)

|                          | Jean-Luc Pujol * | SE             | 495 | 100,00 | 15 | 2 |  |  |
|                          |                  |                |     |        |    |   |  |  |
| Inscrits                 | Inscrits         | Inscrits       | 869 | 100,00 |    |   |  |  |
| Abstentions              | Abstentions      | Abstentions    | 270 | 31,07  |    |   |  |  |
| Votants                  | Votants          | Votants        | 599 | 68,93  |    |   |  |  |
| Blancs et nuls           | Blancs et nuls   | Blancs et nuls | 104 | 17,36  |    |   |  |  |
| Exprimés                 | Exprimés         | Exprimés       | 495 | 82,64  |    |   |  |  |
| * Liste du maire sortant |                  |                |     |        |    |   |  |  |

### Ille-sur-Têt
- Maire sortant : William Burghoffer
- 29 sièges à pourvoir au conseil municipal (population légale 2011 : 5 303 habitants)
- 9 sièges à pourvoir au conseil communautaire (CC Roussillon Conflent)

|                          | William Burghoffer * | DVG            | 1 831 | 100,00 | 29 | 9 |  |  |
|                          |                      |                |       |        |    |   |  |  |
| Inscrits                 | Inscrits             | Inscrits       | 3 874 | 100,00 |    |   |  |  |
| Abstentions              | Abstentions          | Abstentions    | 1 517 | 39,16  |    |   |  |  |
| Votants                  | Votants              | Votants        | 2 357 | 60,84  |    |   |  |  |
| Blancs et nuls           | Blancs et nuls       | Blancs et nuls | 526   | 22,32  |    |   |  |  |
| Exprimés                 | Exprimés             | Exprimés       | 1 831 | 77,68  |    |   |  |  |
| * Liste du maire sortant |                      |                |       |        |    |   |  |  |

### Laroque-des-Albères
- Maire sortant : Christian Nauté
- 19 sièges à pourvoir au conseil municipal (population légale 2011 : 2 128 habitants)
- 2 sièges à pourvoir au conseil communautaire (CC des Albères, de la Côte Vermeille et de l'Illibéris)

|                          | Christian Nauté *          | SE             | 797   | 62,70  | 16 | 2 |  |  |
|                          | Marc Vidal                 | SE             | 278   | 21,87  | 2  |   |  |  |
|                          | Louis-Pierre Schweer-cases | DVG            | 196   | 15,42  | 1  |   |  |  |
|                          |                            |                |       |        |    |   |  |  |
| Inscrits                 | Inscrits                   | Inscrits       | 1 894 | 100,00 |    |   |  |  |
| Abstentions              | Abstentions                | Abstentions    | 560   | 29,57  |    |   |  |  |
| Votants                  | Votants                    | Votants        | 1 334 | 70,43  |    |   |  |  |
| Blancs et nuls           | Blancs et nuls             | Blancs et nuls | 63    | 4,72   |    |   |  |  |
| Exprimés                 | Exprimés                   | Exprimés       | 1 271 | 95,28  |    |   |  |  |
| * Liste du maire sortant |                            |                |       |        |    |   |  |  |

### Latour-Bas-Elne
- Maire sortant : Pierre Rogé
- 19 sièges à pourvoir au conseil municipal (population légale 2011 : 2 148 habitants)
- 4 sièges à pourvoir au conseil communautaire (CC Sud Roussillon)

|                          | Pierre Rogé *  | CPNT           | 929   | 100,00 | 19 | 4 |  |  |
|                          |                |                |       |        |    |   |  |  |
| Inscrits                 | Inscrits       | Inscrits       | 1 689 | 100,00 |    |   |  |  |
| Abstentions              | Abstentions    | Abstentions    | 572   | 33,87  |    |   |  |  |
| Votants                  | Votants        | Votants        | 1 117 | 66,13  |    |   |  |  |
| Blancs et nuls           | Blancs et nuls | Blancs et nuls | 188   | 16,83  |    |   |  |  |
| Exprimés                 | Exprimés       | Exprimés       | 929   | 83,17  |    |   |  |  |
| * Liste du maire sortant |                |                |       |        |    |   |  |  |

### Latour-de-France
- Maire sortant : Jean-José Colomes
- 15 sièges à pourvoir au conseil municipal (population légale 2011 : 1 075 habitants)
- 3 sièges à pourvoir au conseil communautaire (CC Agly Fenouillèdes)

| Tête de liste  | Tête de liste    | Liste          | Premier tour | Premier tour | Second tour | Second tour | Sièges | Sièges |
| Tête de liste  | Tête de liste    | Liste          | Voix         | %            | Voix        | %           | CM     | CC     |
| -------------- | ---------------- | -------------- | ------------ | ------------ | ----------- | ----------- | ------ | ------ |
|                | Michel Pigeon    | SE             | 272          | 46,73        | 354         | 64,71       | 13     | 2      |
|                | Gilles Berard    | SE             | 172          | 29,55        |             |             |        |        |
|                | Béatrice Lagache | DVG            | 138          | 23,71        | 193         | 35,28       | 2      | 1      |
|                |                  |                |              |              |             |             |        |        |
| Inscrits       | Inscrits         | Inscrits       | 780          | 100,00       | 780         | 100,00      |        |        |
| Abstentions    | Abstentions      | Abstentions    | 152          | 19,49        | 180         | 23,08       |        |        |
| Votants        | Votants          | Votants        | 628          | 80,51        | 600         | 76,92       |        |        |
| Blancs et nuls | Blancs et nuls   | Blancs et nuls | 46           | 7,32         | 53          | 8,83        |        |        |
| Exprimés       | Exprimés         | Exprimés       | 582          | 92,68        | 547         | 91,17       |        |        |

### Le Barcarès
- Maire sortant : Alain Ferrand (UMP)
- 27 sièges à pourvoir au conseil municipal (population légale 2011 : 4 108 habitants)
- 1 sièges à pourvoir au conseil communautaire (CU Perpignan Méditerranée Métropole)

|                          | Alain Ferrand *      | UMP            | 2 102 | 54,62  | 22 | 1 |  |  |
|                          | Yvan Naya            | SE             | 670   | 17,41  | 2  |   |  |  |
|                          | Daniel Philippot     | FN             | 421   | 10,94  | 1  |   |  |  |
|                          | Véronique Pastoureau | DVD            | 378   | 9,82   | 1  |   |  |  |
|                          | Claude Got           | DVG            | 277   | 7,19   | 1  |   |  |  |
|                          |                      |                |       |        |    |   |  |  |
| Inscrits                 | Inscrits             | Inscrits       | 5 351 | 100,00 |    |   |  |  |
| Abstentions              | Abstentions          | Abstentions    | 1 416 | 26,46  |    |   |  |  |
| Votants                  | Votants              | Votants        | 3 935 | 73,54  |    |   |  |  |
| Blancs et nuls           | Blancs et nuls       | Blancs et nuls | 87    | 2,21   |    |   |  |  |
| Exprimés                 | Exprimés             | Exprimés       | 3 848 | 97,79  |    |   |  |  |
| * Liste du maire sortant |                      |                |       |        |    |   |  |  |

### Le Boulou
- Maire sortant : Christian Olive (DVG)
- 29 sièges à pourvoir au conseil municipal (population légale 2011 : 5 498 habitants)
- 9 sièges à pourvoir au conseil communautaire (CC du Vallespir)

|                          | Christian Olive * | DVG            | 1 579 | 56,27  | 23 | 8 |  |  |
|                          | Philippe Casals   | UMP-UDI        | 876   | 31,21  | 4  | 1 |  |  |
|                          | Myriam Granat     | DVD            | 351   | 12,50  | 2  |   |  |  |
|                          |                   |                |       |        |    |   |  |  |
| Inscrits                 | Inscrits          | Inscrits       | 4 326 | 100,00 |    |   |  |  |
| Abstentions              | Abstentions       | Abstentions    | 1 390 | 32,13  |    |   |  |  |
| Votants                  | Votants           | Votants        | 2 936 | 67,87  |    |   |  |  |
| Blancs et nuls           | Blancs et nuls    | Blancs et nuls | 130   | 4,43   |    |   |  |  |
| Exprimés                 | Exprimés          | Exprimés       | 2 806 | 95,57  |    |   |  |  |
| * Liste du maire sortant |                   |                |       |        |    |   |  |  |

### Le Soler
- Maire sortant : François Calvet
- 29 sièges à pourvoir au conseil municipal (population légale 2011 : 7 141 habitants)
- 2 sièges à pourvoir au conseil communautaire (CU Perpignan Méditerranée Métropole)

|                          | François Calvet *   | UMP            | 2 623 | 68,11  | 25 | 2 |  |  |
|                          | Marie-Hélène Pelras | FN             | 619   | 16,07  | 2  |   |  |  |
|                          | Gérard Mandrau      | FG             | 609   | 15,81  | 2  |   |  |  |
|                          |                     |                |       |        |    |   |  |  |
| Inscrits                 | Inscrits            | Inscrits       | 5 668 | 100,00 |    |   |  |  |
| Abstentions              | Abstentions         | Abstentions    | 1 649 | 29,09  |    |   |  |  |
| Votants                  | Votants             | Votants        | 4 019 | 70,91  |    |   |  |  |
| Blancs et nuls           | Blancs et nuls      | Blancs et nuls | 168   | 4,18   |    |   |  |  |
| Exprimés                 | Exprimés            | Exprimés       | 3 851 | 95,82  |    |   |  |  |
| * Liste du maire sortant |                     |                |       |        |    |   |  |  |

### Llupia
- Maire sortant : Roger Rigall
- 19 sièges à pourvoir au conseil municipal (population légale 2011 : 1 971 habitants)
- 1 sièges à pourvoir au conseil communautaire (CU Perpignan Méditerranée Métropole)

|                          | Roger Rigall *   | DVD            | 748   | 58,94  | 15 | 1 |  |  |
|                          | Jean-René Casals | DVG            | 521   | 41,05  | 4  |   |  |  |
|                          |                  |                |       |        |    |   |  |  |
| Inscrits                 | Inscrits         | Inscrits       | 1 635 | 100,00 |    |   |  |  |
| Abstentions              | Abstentions      | Abstentions    | 315   | 19,27  |    |   |  |  |
| Votants                  | Votants          | Votants        | 1 320 | 80,73  |    |   |  |  |
| Blancs et nuls           | Blancs et nuls   | Blancs et nuls | 51    | 3,86   |    |   |  |  |
| Exprimés                 | Exprimés         | Exprimés       | 1 269 | 96,14  |    |   |  |  |
| * Liste du maire sortant |                  |                |       |        |    |   |  |  |

### Maureillas-las-Illas
- Maire sortant : André Bordaneil
- 23 sièges à pourvoir au conseil municipal (population légale 2011 : 2 672 habitants)
- 4 sièges à pourvoir au conseil communautaire (CC du Vallespir)

|                          | André Bordaneil * | SE             | 930   | 68,53  | 20 | 4 |  |  |
|                          | Philippe Maydat   | DVD            | 427   | 31,46  | 3  |   |  |  |
|                          |                   |                |       |        |    |   |  |  |
| Inscrits                 | Inscrits          | Inscrits       | 2 251 | 100,00 |    |   |  |  |
| Abstentions              | Abstentions       | Abstentions    | 727   | 32,30  |    |   |  |  |
| Votants                  | Votants           | Votants        | 1 524 | 67,70  |    |   |  |  |
| Blancs et nuls           | Blancs et nuls    | Blancs et nuls | 167   | 10,96  |    |   |  |  |
| Exprimés                 | Exprimés          | Exprimés       | 1 357 | 89,04  |    |   |  |  |
| * Liste du maire sortant |                   |                |       |        |    |   |  |  |

### Millas
- Maire sortant : Damienne Beffara
- 27 sièges à pourvoir au conseil municipal (population légale 2011 : 4 005 habitants)
- 7 sièges à pourvoir au conseil communautaire (CC Roussillon Conflent)

|                          | Damienne Beffara * | DVG            | 1 074 | 53,40  | 21 | 6 |  |  |
|                          | Jacques Garsau     | DVD            | 937   | 46,59  | 6  | 1 |  |  |
|                          |                    |                |       |        |    |   |  |  |
| Inscrits                 | Inscrits           | Inscrits       | 2 883 | 100,00 |    |   |  |  |
| Abstentions              | Abstentions        | Abstentions    | 744   | 25,81  |    |   |  |  |
| Votants                  | Votants            | Votants        | 2 139 | 74,19  |    |   |  |  |
| Blancs et nuls           | Blancs et nuls     | Blancs et nuls | 128   | 5,98   |    |   |  |  |
| Exprimés                 | Exprimés           | Exprimés       | 2 011 | 94,02  |    |   |  |  |
| * Liste du maire sortant |                    |                |       |        |    |   |  |  |

### Montescot
- Maire sortant : Michel Martin
- 19 sièges à pourvoir au conseil municipal (population légale 2011 : 1 690 habitants)
- 3 sièges à pourvoir au conseil communautaire (CC Sud Roussillon)

|                          | Louis Sala      | SE             | 534   | 53,88  | 15 | 2 |  |  |
|                          | Michel Martin * | SE             | 457   | 46,11  | 4  | 1 |  |  |
|                          |                 |                |       |        |    |   |  |  |
| Inscrits                 | Inscrits        | Inscrits       | 1 331 | 100,00 |    |   |  |  |
| Abstentions              | Abstentions     | Abstentions    | 320   | 24,04  |    |   |  |  |
| Votants                  | Votants         | Votants        | 1 011 | 75,96  |    |   |  |  |
| Blancs et nuls           | Blancs et nuls  | Blancs et nuls | 20    | 1,98   |    |   |  |  |
| Exprimés                 | Exprimés        | Exprimés       | 991   | 98,02  |    |   |  |  |
| * Liste du maire sortant |                 |                |       |        |    |   |  |  |

### Montesquieu-des-Albères
- Maire sortant : Huguette Schuler-Pons
- 15 sièges à pourvoir au conseil municipal (population légale 2011 : 1 185 habitants)
- 2 sièges à pourvoir au conseil communautaire (CC des Albères, de la Côte Vermeille et de l'Illibéris)

| Tête de liste            | Tête de liste      | Liste          | Premier tour | Premier tour | Second tour | Second tour | Sièges | Sièges |
| Tête de liste            | Tête de liste      | Liste          | Voix         | %            | Voix        | %           | CM     | CC     |
| ------------------------ | ------------------ | -------------- | ------------ | ------------ | ----------- | ----------- | ------ | ------ |
|                          | Huguette Pons *    | UMP-UDI        | 307          | 41,54        | 375         | 50,26       | 12     | 2      |
|                          | Cyrille De Foucher | SE             | 257          | 34,77        | 371         | 49,73       | 3      |        |
|                          | André Llurba       | DVG            | 119          | 16,10        |             |             |        |        |
|                          | Serge Hermitte     | SE             | 56           | 7,57         |             |             |        |        |
|                          |                    |                |              |              |             |             |        |        |
| Inscrits                 | Inscrits           | Inscrits       | 970          | 100,00       | 970         | 100,00      |        |        |
| Abstentions              | Abstentions        | Abstentions    | 208          | 21,44        | 196         | 20,21       |        |        |
| Votants                  | Votants            | Votants        | 762          | 78,56        | 774         | 79,79       |        |        |
| Blancs et nuls           | Blancs et nuls     | Blancs et nuls | 23           | 3,02         | 28          | 3,62        |        |        |
| Exprimés                 | Exprimés           | Exprimés       | 739          | 96,98        | 746         | 96,38       |        |        |
| * Liste du maire sortant |                    |                |              |              |             |             |        |        |

### Néfiach
- Maire sortant : Claude Moret
- 15 sièges à pourvoir au conseil municipal (population légale 2011 : 1 189 habitants)
- 3 sièges à pourvoir au conseil communautaire (CC Roussillon Conflent)

|                          | Claude Moret *    | SE             | 418 | 54,92  | 12 | 2 |  |  |
|                          | Christophe Payrou | SE             | 343 | 45,07  | 3  | 1 |  |  |
|                          |                   |                |     |        |    |   |  |  |
| Inscrits                 | Inscrits          | Inscrits       | 946 | 100,00 |    |   |  |  |
| Abstentions              | Abstentions       | Abstentions    | 157 | 16,60  |    |   |  |  |
| Votants                  | Votants           | Votants        | 789 | 83,40  |    |   |  |  |
| Blancs et nuls           | Blancs et nuls    | Blancs et nuls | 28  | 3,55   |    |   |  |  |
| Exprimés                 | Exprimés          | Exprimés       | 761 | 96,45  |    |   |  |  |
| * Liste du maire sortant |                   |                |     |        |    |   |  |  |

### Ortaffa
- Maire sortant : Raymond Pla
- 15 sièges à pourvoir au conseil municipal (population légale 2011 : 1 296 habitants)
- 2 sièges à pourvoir au conseil communautaire (CC des Albères, de la Côte Vermeille et de l'Illibéris)

|                          | Raymond Pla *  | SE             | 526   | 100,00 | 15 | 2 |  |  |
|                          |                |                |       |        |    |   |  |  |
| Inscrits                 | Inscrits       | Inscrits       | 1 002 | 100,00 |    |   |  |  |
| Abstentions              | Abstentions    | Abstentions    | 342   | 34,13  |    |   |  |  |
| Votants                  | Votants        | Votants        | 660   | 65,87  |    |   |  |  |
| Blancs et nuls           | Blancs et nuls | Blancs et nuls | 134   | 20,30  |    |   |  |  |
| Exprimés                 | Exprimés       | Exprimés       | 526   | 79,70  |    |   |  |  |
| * Liste du maire sortant |                |                |       |        |    |   |  |  |

### Osséja
- Maire sortant : Daniel Delestré
- 15 sièges à pourvoir au conseil municipal (population légale 2011 : 1 468 habitants)
- 4 sièges à pourvoir au conseil communautaire (CC Pyrénées Cerdagne)

|                          | Daniel Delestré * | SE             | 373 | 59,39  | 12 | 3 |  |  |
|                          | Bernard Clement   | SE             | 255 | 40,60  | 3  | 1 |  |  |
|                          |                   |                |     |        |    |   |  |  |
| Inscrits                 | Inscrits          | Inscrits       | 843 | 100,00 |    |   |  |  |
| Abstentions              | Abstentions       | Abstentions    | 167 | 19,81  |    |   |  |  |
| Votants                  | Votants           | Votants        | 676 | 80,19  |    |   |  |  |
| Blancs et nuls           | Blancs et nuls    | Blancs et nuls | 48  | 7,10   |    |   |  |  |
| Exprimés                 | Exprimés          | Exprimés       | 628 | 92,90  |    |   |  |  |
| * Liste du maire sortant |                   |                |     |        |    |   |  |  |

### Palau-del-Vidre
- Maire sortant : Marcel Descossy
- 23 sièges à pourvoir au conseil municipal (population légale 2011 : 2 950 habitants)
- 3 sièges à pourvoir au conseil communautaire (CC des Albères, de la Côte Vermeille et de l'Illibéris)

|                          | Marcel Descossy * | UMP            | 1 067 | 63,02  | 19 | 2 |  |  |
|                          | Antoine Ponsi     | PS-PCF-PRG     | 626   | 36,97  | 4  | 1 |  |  |
|                          |                   |                |       |        |    |   |  |  |
| Inscrits                 | Inscrits          | Inscrits       | 2 343 | 100,00 |    |   |  |  |
| Abstentions              | Abstentions       | Abstentions    | 578   | 24,67  |    |   |  |  |
| Votants                  | Votants           | Votants        | 1 765 | 75,33  |    |   |  |  |
| Blancs et nuls           | Blancs et nuls    | Blancs et nuls | 72    | 4,08   |    |   |  |  |
| Exprimés                 | Exprimés          | Exprimés       | 1 693 | 95,92  |    |   |  |  |
| * Liste du maire sortant |                   |                |       |        |    |   |  |  |

### Perpignan
- Maire sortant : Jean-Marc Pujol (UMP)
- 55 sièges à pourvoir au conseil municipal (population légale 2011 : 118 238 habitants)
- 40 sièges à pourvoir au conseil communautaire (CU Perpignan Méditerranée Métropole)

| Tête de liste            | Tête de liste     | Liste          | Premier tour | Premier tour | Second tour | Second tour | Sièges | Sièges |
| Tête de liste            | Tête de liste     | Liste          | Voix         | %            | Voix        | %           | CM     | CC     |
| ------------------------ | ----------------- | -------------- | ------------ | ------------ | ----------- | ----------- | ------ | ------ |
|                          | Louis Aliot       | FN             | 12 949       | 34,18        | 17 744      | 44,89       | 12     | 9      |
|                          | Jean-Marc Pujol * | UMP-UDI        | 11 617       | 30,67        | 21 786      | 55,11       | 43     | 31     |
|                          | Jacques Cresta    | PS-PCF-PRG     | 4 497        | 11,87        |             |             |        |        |
|                          | Clotilde Ripoull  | DVD            | 3 646        | 9,62         |             |             |        |        |
|                          | Jean Codognès     | EELV           | 2 147        | 5,66         |             |             |        |        |
|                          | Philippe Simon    | CDC            | 1 067        | 2,81         |             |             |        |        |
|                          | Stéphanie Font    | NPA            | 851          | 2,24         |             |             |        |        |
|                          | Axel Belliard     | DVG            | 719          | 1,89         |             |             |        |        |
|                          | Liberto Plana     | LO             | 384          | 1,01         |             |             |        |        |
|                          |                   |                |              |              |             |             |        |        |
| Inscrits                 | Inscrits          | Inscrits       | 68 813       | 100,00       | 68 811      | 100,00      |        |        |
| Abstentions              | Abstentions       | Abstentions    | 29 599       | 43,01        | 25 632      | 37,25       |        |        |
| Votants                  | Votants           | Votants        | 39 214       | 56,99        | 43 179      | 62,75       |        |        |
| Blancs et nuls           | Blancs et nuls    | Blancs et nuls | 1 337        | 3,41         | 3 649       | 8,45        |        |        |
| Exprimés                 | Exprimés          | Exprimés       | 37 877       | 96,59        | 39 530      | 91,55       |        |        |
| * Liste du maire sortant |                   |                |              |              |             |             |        |        |

### Peyrestortes
- Maire sortant : Henri Baptiste
- 15 sièges à pourvoir au conseil municipal (population légale 2011 : 1 348 habitants)
- 1 sièges à pourvoir au conseil communautaire (CU Perpignan Méditerranée Métropole)

|                          | Alain Dario             | SE             | 467   | 53,18  | 12 | 1 |  |  |
|                          | Corinne Creus- Gonzalez | SE             | 228   | 25,96  | 2  |   |  |  |
|                          | Henri Baptiste *        | DVD            | 131   | 14,92  | 1  |   |  |  |
|                          | Frédéric Villelongue    | PS             | 52    | 5,92   |    |   |  |  |
|                          |                         |                |       |        |    |   |  |  |
| Inscrits                 | Inscrits                | Inscrits       | 1 018 | 100,00 |    |   |  |  |
| Abstentions              | Abstentions             | Abstentions    | 129   | 12,67  |    |   |  |  |
| Votants                  | Votants                 | Votants        | 889   | 87,33  |    |   |  |  |
| Blancs et nuls           | Blancs et nuls          | Blancs et nuls | 11    | 1,24   |    |   |  |  |
| Exprimés                 | Exprimés                | Exprimés       | 878   | 98,76  |    |   |  |  |
| * Liste du maire sortant |                         |                |       |        |    |   |  |  |

### Pézilla-la-Rivière
- Maire sortant : Jean-Paul Billès
- 23 sièges à pourvoir au conseil municipal (population légale 2011 : 3 286 habitants)
- 1 sièges à pourvoir au conseil communautaire (CU Perpignan Méditerranée Métropole)

|                          | Jean-Paul Billès * | SE             | 1 201 | 100,00 | 23 | 1 |  |  |
|                          |                    |                |       |        |    |   |  |  |
| Inscrits                 | Inscrits           | Inscrits       | 2 565 | 100,00 |    |   |  |  |
| Abstentions              | Abstentions        | Abstentions    | 1 054 | 41,09  |    |   |  |  |
| Votants                  | Votants            | Votants        | 1 511 | 58,91  |    |   |  |  |
| Blancs et nuls           | Blancs et nuls     | Blancs et nuls | 310   | 20,52  |    |   |  |  |
| Exprimés                 | Exprimés           | Exprimés       | 1 201 | 79,48  |    |   |  |  |
| * Liste du maire sortant |                    |                |       |        |    |   |  |  |

### Pia
- Maire sortant : Guy Parès
- 29 sièges à pourvoir au conseil municipal (population légale 2011 : 7 786 habitants)
- 14 sièges à pourvoir au conseil communautaire (CC Corbières Salanque Méditerranée)

| Tête de liste            | Tête de liste     | Liste          | Premier tour | Premier tour | Second tour | Second tour | Sièges | Sièges |
| Tête de liste            | Tête de liste     | Liste          | Voix         | %            | Voix        | %           | CM     | CC     |
| ------------------------ | ----------------- | -------------- | ------------ | ------------ | ----------- | ----------- | ------ | ------ |
|                          | Guy Parès *       | DVG            | 1 579        | 38,90        | 1 787       | 42,04       | 21     | 10     |
|                          | Michel Maffre     | PS             | 1 335        | 32,88        | 1 726       | 40,61       | 6      | 3      |
|                          | Claude Prats      | SE             | 735          | 18,10        | 737         | 17,34       | 2      | 1      |
|                          | Dominique Bonnard | SE             | 410          | 10,10        |             |             |        |        |
|                          |                   |                |              |              |             |             |        |        |
| Inscrits                 | Inscrits          | Inscrits       | 5 974        | 100,00       | 5 975       | 100,00      |        |        |
| Abstentions              | Abstentions       | Abstentions    | 1 710        | 28,62        | 1 537       | 25,72       |        |        |
| Votants                  | Votants           | Votants        | 4 264        | 71,38        | 4 438       | 74,28       |        |        |
| Blancs et nuls           | Blancs et nuls    | Blancs et nuls | 205          | 4,81         | 188         | 4,24        |        |        |
| Exprimés                 | Exprimés          | Exprimés       | 4 059        | 95,19        | 4 250       | 95,76       |        |        |
| * Liste du maire sortant |                   |                |              |              |             |             |        |        |

### Pollestres
- Maire sortant : Daniel Mach
- 27 sièges à pourvoir au conseil municipal (population légale 2011 : 4 565 habitants)
- 1 sièges à pourvoir au conseil communautaire (CU Perpignan Méditerranée Métropole)

|                          | Daniel Mach *  | UMP            | 1 974 | 100,00 | 27 | 1 |  |  |
|                          |                |                |       |        |    |   |  |  |
| Inscrits                 | Inscrits       | Inscrits       | 3 571 | 100,00 |    |   |  |  |
| Abstentions              | Abstentions    | Abstentions    | 1 213 | 33,97  |    |   |  |  |
| Votants                  | Votants        | Votants        | 2 358 | 66,03  |    |   |  |  |
| Blancs et nuls           | Blancs et nuls | Blancs et nuls | 384   | 16,28  |    |   |  |  |
| Exprimés                 | Exprimés       | Exprimés       | 1 974 | 83,72  |    |   |  |  |
| * Liste du maire sortant |                |                |       |        |    |   |  |  |

### Ponteilla
- Maire sortant : Louis Puig
- 23 sièges à pourvoir au conseil municipal (population légale 2011 : 2 793 habitants)
- 1 sièges à pourvoir au conseil communautaire (CU Perpignan Méditerranée Métropole)

|                          | Rolland Thubert | DVG            | 778   | 52,56  | 18 | 1 |  |  |
|                          | Louis Puig *    | DVD            | 702   | 47,43  | 5  |   |  |  |
|                          |                 |                |       |        |    |   |  |  |
| Inscrits                 | Inscrits        | Inscrits       | 2 030 | 100,00 |    |   |  |  |
| Abstentions              | Abstentions     | Abstentions    | 477   | 23,50  |    |   |  |  |
| Votants                  | Votants         | Votants        | 1 553 | 76,50  |    |   |  |  |
| Blancs et nuls           | Blancs et nuls  | Blancs et nuls | 73    | 4,70   |    |   |  |  |
| Exprimés                 | Exprimés        | Exprimés       | 1 480 | 95,30  |    |   |  |  |
| * Liste du maire sortant |                 |                |       |        |    |   |  |  |

### Port-Vendres
- Maire sortant : Jean-Pierre Romero
- 27 sièges à pourvoir au conseil municipal (population légale 2011 : 4 240 habitants)
- 3 sièges à pourvoir au conseil communautaire (CC des Albères, de la Côte Vermeille et de l'Illibéris)

|                          | Jean-Pierre Romero * | UMP-UDI        | 1 509 | 62,04  | 23 | 3 |  |  |
|                          | Pierre Leberger      | PRG-PS-PCF     | 452   | 18,58  | 2  |   |  |  |
|                          | Henri Erre           | DVG            | 271   | 11,14  | 1  |   |  |  |
|                          | Christian Bessiere   | DVD            | 200   | 8,22   | 1  |   |  |  |
|                          |                      |                |       |        |    |   |  |  |
| Inscrits                 | Inscrits             | Inscrits       | 3 386 | 100,00 |    |   |  |  |
| Abstentions              | Abstentions          | Abstentions    | 844   | 24,93  |    |   |  |  |
| Votants                  | Votants              | Votants        | 2 542 | 75,07  |    |   |  |  |
| Blancs et nuls           | Blancs et nuls       | Blancs et nuls | 110   | 4,33   |    |   |  |  |
| Exprimés                 | Exprimés             | Exprimés       | 2 432 | 95,67  |    |   |  |  |
| * Liste du maire sortant |                      |                |       |        |    |   |  |  |

### Prades
- Maire sortant : Jean Castex
- 29 sièges à pourvoir au conseil municipal (population légale 2011 : 5 854 habitants)
- 18 sièges à pourvoir au conseil communautaire (CC Conflent Canigó)

|                          | Jean Castex *   | SE             | 2 122 | 70,19  | 25 | 16 |  |  |
|                          | Julien Baraillé | DVG            | 623   | 20,60  | 3  | 2  |  |  |
|                          | François Picq   | SE             | 278   | 9,19   | 1  |    |  |  |
|                          |                 |                |       |        |    |    |  |  |
| Inscrits                 | Inscrits        | Inscrits       | 4 337 | 100,00 |    |    |  |  |
| Abstentions              | Abstentions     | Abstentions    | 1 201 | 27,69  |    |    |  |  |
| Votants                  | Votants         | Votants        | 3 136 | 72,31  |    |    |  |  |
| Blancs et nuls           | Blancs et nuls  | Blancs et nuls | 113   | 3,60   |    |    |  |  |
| Exprimés                 | Exprimés        | Exprimés       | 3 023 | 96,40  |    |    |  |  |
| * Liste du maire sortant |                 |                |       |        |    |    |  |  |

### Prats-de-Mollo-la-Preste
- Maire sortant : Bernard Remedi
- 15 sièges à pourvoir au conseil municipal (population légale 2011 : 1 076 habitants)
- 4 sièges à pourvoir au conseil communautaire (CC du Haut Vallespir)

|                | Claude Ferrer     | SE             | 486 | 69,42  | 13 | 4 |  |  |
|                | Christian Dunyach | PS-PCF         | 214 | 30,57  | 2  |   |  |  |
|                |                   |                |     |        |    |   |  |  |
| Inscrits       | Inscrits          | Inscrits       | 896 | 100,00 |    |   |  |  |
| Abstentions    | Abstentions       | Abstentions    | 156 | 17,41  |    |   |  |  |
| Votants        | Votants           | Votants        | 740 | 82,59  |    |   |  |  |
| Blancs et nuls | Blancs et nuls    | Blancs et nuls | 40  | 5,41   |    |   |  |  |
| Exprimés       | Exprimés          | Exprimés       | 700 | 94,59  |    |   |  |  |

### Reynès
- Maire sortant : Alain Farriol
- 15 sièges à pourvoir au conseil municipal (population légale 2011 : 1 194 habitants)
- 2 sièges à pourvoir au conseil communautaire (CC du Vallespir)

|                          | Jean-François Dunyach | SE             | 469   | 59,66  | 12 | 2 |  |  |
|                          | Alain Farriol *       | SE             | 317   | 40,33  | 3  |   |  |  |
|                          |                       |                |       |        |    |   |  |  |
| Inscrits                 | Inscrits              | Inscrits       | 1 138 | 100,00 |    |   |  |  |
| Abstentions              | Abstentions           | Abstentions    | 326   | 28,65  |    |   |  |  |
| Votants                  | Votants               | Votants        | 812   | 71,35  |    |   |  |  |
| Blancs et nuls           | Blancs et nuls        | Blancs et nuls | 26    | 3,20   |    |   |  |  |
| Exprimés                 | Exprimés              | Exprimés       | 786   | 96,80  |    |   |  |  |
| * Liste du maire sortant |                       |                |       |        |    |   |  |  |

### Ria-Sirach
- Maire sortant : Jean Maury
- 15 sièges à pourvoir au conseil municipal (population légale 2011 : 1 229 habitants)
- 3 sièges à pourvoir au conseil communautaire (CC Conflent Canigó)

|                          | Jean Maury *   | SE             | 565   | 100,00 | 15 | 3 |  |  |
|                          |                |                |       |        |    |   |  |  |
| Inscrits                 | Inscrits       | Inscrits       | 1 038 | 100,00 |    |   |  |  |
| Abstentions              | Abstentions    | Abstentions    | 335   | 32,27  |    |   |  |  |
| Votants                  | Votants        | Votants        | 703   | 67,73  |    |   |  |  |
| Blancs et nuls           | Blancs et nuls | Blancs et nuls | 138   | 19,63  |    |   |  |  |
| Exprimés                 | Exprimés       | Exprimés       | 565   | 80,37  |    |   |  |  |
| * Liste du maire sortant |                |                |       |        |    |   |  |  |

### Rivesaltes
- Maire sortant : André Bascou
- 29 sièges à pourvoir au conseil municipal (population légale 2011 : 8 167 habitants)
- 2 sièges à pourvoir au conseil communautaire (CU Perpignan Méditerranée Métropole)

|                          | André Bascou * | UMP-UDI        | 2 750 | 61,71  | 24 | 2 |  |  |
|                          | Joël Diago     | SE             | 1 119 | 25,11  | 3  |   |  |  |
|                          | Patrick Cases  | FG             | 587   | 13,17  | 2  |   |  |  |
|                          |                |                |       |        |    |   |  |  |
| Inscrits                 | Inscrits       | Inscrits       | 6 618 | 100,00 |    |   |  |  |
| Abstentions              | Abstentions    | Abstentions    | 1 977 | 29,87  |    |   |  |  |
| Votants                  | Votants        | Votants        | 4 641 | 70,13  |    |   |  |  |
| Blancs et nuls           | Blancs et nuls | Blancs et nuls | 185   | 3,99   |    |   |  |  |
| Exprimés                 | Exprimés       | Exprimés       | 4 456 | 96,01  |    |   |  |  |
| * Liste du maire sortant |                |                |       |        |    |   |  |  |

### Saillagouse
- Maire sortant : Georges Armengol
- 15 sièges à pourvoir au conseil municipal (population légale 2011 : 1 037 habitants)
- 4 sièges à pourvoir au conseil communautaire (CC Pyrénées Cerdagne)

|                          | Georges Armengol * | SE             | 457 | 100,00 | 15 | 4 |  |  |
|                          |                    |                |     |        |    |   |  |  |
| Inscrits                 | Inscrits           | Inscrits       | 795 | 100,00 |    |   |  |  |
| Abstentions              | Abstentions        | Abstentions    | 259 | 32,58  |    |   |  |  |
| Votants                  | Votants            | Votants        | 536 | 67,42  |    |   |  |  |
| Blancs et nuls           | Blancs et nuls     | Blancs et nuls | 79  | 14,74  |    |   |  |  |
| Exprimés                 | Exprimés           | Exprimés       | 457 | 85,26  |    |   |  |  |
| * Liste du maire sortant |                    |                |     |        |    |   |  |  |

### Saint-André
- Maire sortant : Francis Manent
- 23 sièges à pourvoir au conseil municipal (population légale 2011 : 3 200 habitants)
- 3 sièges à pourvoir au conseil communautaire (CC des Albères, de la Côte Vermeille et de l'Illibéris)

|                          | Francis Manent *      | DVG            | 1 221 | 68,59  | 20 | 3 |  |  |
|                          | Joseph De Lammerville | DVD            | 559   | 31,40  | 3  |   |  |  |
|                          |                       |                |       |        |    |   |  |  |
| Inscrits                 | Inscrits              | Inscrits       | 2 639 | 100,00 |    |   |  |  |
| Abstentions              | Abstentions           | Abstentions    | 783   | 29,67  |    |   |  |  |
| Votants                  | Votants               | Votants        | 1 856 | 70,33  |    |   |  |  |
| Blancs et nuls           | Blancs et nuls        | Blancs et nuls | 76    | 4,09   |    |   |  |  |
| Exprimés                 | Exprimés              | Exprimés       | 1 780 | 95,91  |    |   |  |  |
| * Liste du maire sortant |                       |                |       |        |    |   |  |  |

### Saint-Cyprien
- Maire sortant : Thierry Del Poso
- 33 sièges à pourvoir au conseil municipal (population légale 2011 : 10 438 habitants)
- 18 sièges à pourvoir au conseil communautaire (CC Sud Roussillon)

|                          | Thierry Del Poso *          | UMP-UDI        | 3 466 | 56,44  | 27 | 14 |  |  |
|                          | Jean Jouandet               | SE             | 1 316 | 21,42  | 3  | 2  |  |  |
|                          | Marie-Pierre Sadourny-gomez | DVG            | 734   | 11,95  | 2  | 1  |  |  |
|                          | Claudette Guiraud           | DVD            | 625   | 10,17  | 1  | 1  |  |  |
|                          |                             |                |       |        |    |    |  |  |
| Inscrits                 | Inscrits                    | Inscrits       | 9 237 | 100,00 |    |    |  |  |
| Abstentions              | Abstentions                 | Abstentions    | 2 858 | 30,94  |    |    |  |  |
| Votants                  | Votants                     | Votants        | 6 379 | 69,06  |    |    |  |  |
| Blancs et nuls           | Blancs et nuls              | Blancs et nuls | 238   | 3,73   |    |    |  |  |
| Exprimés                 | Exprimés                    | Exprimés       | 6 141 | 96,27  |    |    |  |  |
| * Liste du maire sortant |                             |                |       |        |    |    |  |  |

### Saint-Estève
- Maire sortant : Robert Vila
- 33 sièges à pourvoir au conseil municipal (population légale 2011 : 10 905 habitants)
- 3 sièges à pourvoir au conseil communautaire (CU Perpignan Méditerranée Métropole)

| Tête de liste            | Tête de liste   | Liste          | Premier tour | Premier tour | Second tour | Second tour | Sièges | Sièges |
| Tête de liste            | Tête de liste   | Liste          | Voix         | %            | Voix        | %           | CM     | CC     |
| ------------------------ | --------------- | -------------- | ------------ | ------------ | ----------- | ----------- | ------ | ------ |
|                          | Robert Vila *   | UMP            | 2 913        | 47,46        | 3 295       | 52,56       | 26     | 3      |
|                          | Élie Puigmal    | PS             | 1 645        | 26,80        | 1 640       | 26,16       | 4      |        |
|                          | Francis Mouche  | FN             | 887          | 14,45        | 734         | 11,71       | 2      |        |
|                          | Mathieu Khedimi | SE             | 692          | 11,27        | 599         | 9,55        | 1      |        |
|                          |                 |                |              |              |             |             |        |        |
| Inscrits                 | Inscrits        | Inscrits       | 9 003        | 100,00       | 9 001       | 100,00      |        |        |
| Abstentions              | Abstentions     | Abstentions    | 2 710        | 30,10        | 2 591       | 28,79       |        |        |
| Votants                  | Votants         | Votants        | 6 293        | 69,90        | 6 410       | 71,21       |        |        |
| Blancs et nuls           | Blancs et nuls  | Blancs et nuls | 156          | 2,48         | 142         | 2,22        |        |        |
| Exprimés                 | Exprimés        | Exprimés       | 6 137        | 97,52        | 6 268       | 97,78       |        |        |
| * Liste du maire sortant |                 |                |              |              |             |             |        |        |

### Saint-Féliu-d'Avall
- Maire sortant : Annie Bertran
- 23 sièges à pourvoir au conseil municipal (population légale 2011 : 2 506 habitants)
- 1 sièges à pourvoir au conseil communautaire (CU Perpignan Méditerranée Métropole)

| Tête de liste  | Tête de liste    | Liste          | Premier tour | Premier tour | Second tour | Second tour | Sièges | Sièges |
| Tête de liste  | Tête de liste    | Liste          | Voix         | %            | Voix        | %           | CM     | CC     |
| -------------- | ---------------- | -------------- | ------------ | ------------ | ----------- | ----------- | ------ | ------ |
|                | Robert Taillant  | SE             | 531          | 41,16        | 570         | 43,77       | 17     | 1      |
|                | Henri Cazals     | SE             | 354          | 27,44        | 426         | 32,71       | 4      |        |
|                | Emmanuel Navarro | SE             | 241          | 18,68        | 176         | 13,51       | 1      |        |
|                | Michel Cases     | SE             | 164          | 12,71        | 130         | 9,98        | 1      |        |
|                |                  |                |              |              |             |             |        |        |
| Inscrits       | Inscrits         | Inscrits       | 1 849        | 100,00       | 1 849       | 100,00      |        |        |
| Abstentions    | Abstentions      | Abstentions    | 483          | 26,12        | 495         | 26,77       |        |        |
| Votants        | Votants          | Votants        | 1 366        | 73,88        | 1 354       | 73,23       |        |        |
| Blancs et nuls | Blancs et nuls   | Blancs et nuls | 76           | 5,56         | 52          | 3,84        |        |        |
| Exprimés       | Exprimés         | Exprimés       | 1 290        | 94,44        | 1 302       | 96,16       |        |        |

### Saint-Génis-des-Fontaines
- Maire sortant : Raymond Lopez
- 23 sièges à pourvoir au conseil municipal (population légale 2011 : 2 763 habitants)
- 2 sièges à pourvoir au conseil communautaire (CC des Albères, de la Côte Vermeille et de l'Illibéris)

| Tête de liste            | Tête de liste         | Liste          | Premier tour | Premier tour | Second tour | Second tour | Sièges | Sièges |
| Tête de liste            | Tête de liste         | Liste          | Voix         | %            | Voix        | %           | CM     | CC     |
| ------------------------ | --------------------- | -------------- | ------------ | ------------ | ----------- | ----------- | ------ | ------ |
|                          | Raymond Lopez *       | UMP            | 677          | 44,36        | 727         | 47,26       | 17     | 2      |
|                          | Claude Lobjoit        | DVD            | 330          | 21,62        | 631         | 41,02       | 5      |        |
|                          | Laurent Counord       | DVD            | 260          | 17,03        |             |             |        |        |
|                          | Nicole Gardez-espinet | PS-PCF-PRG     | 259          | 16,97        | 180         | 11,70       | 1      |        |
|                          |                       |                |              |              |             |             |        |        |
| Inscrits                 | Inscrits              | Inscrits       | 2 218        | 100,00       | 2 218       | 100,00      |        |        |
| Abstentions              | Abstentions           | Abstentions    | 629          | 28,36        | 646         | 29,13       |        |        |
| Votants                  | Votants               | Votants        | 1 589        | 71,64        | 1 572       | 70,87       |        |        |
| Blancs et nuls           | Blancs et nuls        | Blancs et nuls | 63           | 3,96         | 34          | 2,16        |        |        |
| Exprimés                 | Exprimés              | Exprimés       | 1 526        | 96,04        | 1 538       | 97,84       |        |        |
| * Liste du maire sortant |                       |                |              |              |             |             |        |        |

### Saint-Hippolyte
- Maire sortant : Michel Montagne
- 23 sièges à pourvoir au conseil municipal (population légale 2011 : 2 601 habitants)
- 1 sièges à pourvoir au conseil communautaire (CU Perpignan Méditerranée Métropole)

|                          | Madeleine Garcia-vidal | SE             | 901   | 53,59  | 18 | 1 |  |  |
|                          | Michel Montagne *      | DVD            | 780   | 46,40  | 5  |   |  |  |
|                          |                        |                |       |        |    |   |  |  |
| Inscrits                 | Inscrits               | Inscrits       | 2 133 | 100,00 |    |   |  |  |
| Abstentions              | Abstentions            | Abstentions    | 388   | 18,19  |    |   |  |  |
| Votants                  | Votants                | Votants        | 1 745 | 81,81  |    |   |  |  |
| Blancs et nuls           | Blancs et nuls         | Blancs et nuls | 64    | 3,67   |    |   |  |  |
| Exprimés                 | Exprimés               | Exprimés       | 1 681 | 96,33  |    |   |  |  |
| * Liste du maire sortant |                        |                |       |        |    |   |  |  |

### Saint-Jean-Pla-de-Corts
- Maire sortant : Robert Garrabé
- 19 sièges à pourvoir au conseil municipal (population légale 2011 : 2 035 habitants)
- 3 sièges à pourvoir au conseil communautaire (CC du Vallespir)

|                          | Robert Garrabé * | DVG            | 860   | 100,00 | 19 | 3 |  |  |
|                          |                  |                |       |        |    |   |  |  |
| Inscrits                 | Inscrits         | Inscrits       | 1 707 | 100,00 |    |   |  |  |
| Abstentions              | Abstentions      | Abstentions    | 563   | 32,98  |    |   |  |  |
| Votants                  | Votants          | Votants        | 1 144 | 67,02  |    |   |  |  |
| Blancs et nuls           | Blancs et nuls   | Blancs et nuls | 284   | 24,83  |    |   |  |  |
| Exprimés                 | Exprimés         | Exprimés       | 860   | 75,17  |    |   |  |  |
| * Liste du maire sortant |                  |                |       |        |    |   |  |  |

### Saint-Laurent-de-Cerdans
- Maire sortant : Jacques Roitg
- 15 sièges à pourvoir au conseil municipal (population légale 2011 : 1 240 habitants)
- 4 sièges à pourvoir au conseil communautaire (CC du Haut Vallespir)

|                | Louis Caseilles | DVG            | 424 | 55,64  | 12 | 3 |  |  |
|                | Bruno Rouane    | DVD            | 338 | 44,35  | 3  | 1 |  |  |
|                |                 |                |     |        |    |   |  |  |
| Inscrits       | Inscrits        | Inscrits       | 894 | 100,00 |    |   |  |  |
| Abstentions    | Abstentions     | Abstentions    | 114 | 12,75  |    |   |  |  |
| Votants        | Votants         | Votants        | 780 | 87,25  |    |   |  |  |
| Blancs et nuls | Blancs et nuls  | Blancs et nuls | 18  | 2,31   |    |   |  |  |
| Exprimés       | Exprimés        | Exprimés       | 762 | 97,69  |    |   |  |  |

### Saint-Laurent-de-la-Salanque
- Maire sortant : Fernand Siré
- 29 sièges à pourvoir au conseil municipal (population légale 2011 : 9 014 habitants)
- 3 sièges à pourvoir au conseil communautaire (CU Perpignan Méditerranée Métropole)

| Tête de liste            | Tête de liste     | Liste          | Premier tour | Premier tour | Second tour | Second tour | Sièges | Sièges |
| Tête de liste            | Tête de liste     | Liste          | Voix         | %            | Voix        | %           | CM     | CC     |
| ------------------------ | ----------------- | -------------- | ------------ | ------------ | ----------- | ----------- | ------ | ------ |
|                          | Alain Got         | DVD            | 1 683        | 30,21        | 2 346       | 40,99       | 21     | 2      |
|                          | Fernand Siré *    | UMP            | 1 520        | 27,28        | 1 794       | 31,34       | 4      | 1      |
|                          | Christian Llense  | SE             | 1 056        | 18,95        | 1 583       | 27,66       | 4      |        |
|                          | Marie-José Amigou | DVD            | 829          | 14,88        |             |             |        |        |
|                          | Jean Vilert       | PS-PCF         | 483          | 8,66         |             |             |        |        |
|                          |                   |                |              |              |             |             |        |        |
| Inscrits                 | Inscrits          | Inscrits       | 7 856        | 100,00       | 7 856       | 100,00      |        |        |
| Abstentions              | Abstentions       | Abstentions    | 2 064        | 26,27        | 1 842       | 23,45       |        |        |
| Votants                  | Votants           | Votants        | 5 792        | 73,73        | 6 014       | 76,55       |        |        |
| Blancs et nuls           | Blancs et nuls    | Blancs et nuls | 221          | 3,82         | 291         | 4,84        |        |        |
| Exprimés                 | Exprimés          | Exprimés       | 5 571        | 96,18        | 5 723       | 95,16       |        |        |
| * Liste du maire sortant |                   |                |              |              |             |             |        |        |

### Saint-Nazaire
- Maire sortant : Jean-Claude Torrens
- 23 sièges à pourvoir au conseil municipal (population légale 2011 : 2 516 habitants)
- 1 sièges à pourvoir au conseil communautaire (CU Perpignan Méditerranée Métropole)

|                          | Jean-Claude Torrens * | SE             | 1 135 | 76,84  | 21 | 1 |  |  |
|                          | Amel Maury-laïb       | DVG            | 342   | 23,15  | 2  |   |  |  |
|                          |                       |                |       |        |    |   |  |  |
| Inscrits                 | Inscrits              | Inscrits       | 2 031 | 100,00 |    |   |  |  |
| Abstentions              | Abstentions           | Abstentions    | 504   | 24,82  |    |   |  |  |
| Votants                  | Votants               | Votants        | 1 527 | 75,18  |    |   |  |  |
| Blancs et nuls           | Blancs et nuls        | Blancs et nuls | 50    | 3,27   |    |   |  |  |
| Exprimés                 | Exprimés              | Exprimés       | 1 477 | 96,73  |    |   |  |  |
| * Liste du maire sortant |                       |                |       |        |    |   |  |  |

### Saint-Paul-de-Fenouillet
- Maire sortant : Bernard Foulquier
- 19 sièges à pourvoir au conseil municipal (population légale 2011 : 1 888 habitants)
- 3 sièges à pourvoir au conseil communautaire (CC Agly Fenouillèdes)

|                | Jacques Bayona  | SE             | 531   | 52,94  | 15 | 2 |  |  |
|                | Ludovic Servant | SE             | 382   | 38,08  | 4  | 1 |  |  |
|                | Benjamin Gadois | DVG            | 90    | 8,97   |    |   |  |  |
|                |                 |                |       |        |    |   |  |  |
| Inscrits       | Inscrits        | Inscrits       | 1 415 | 100,00 |    |   |  |  |
| Abstentions    | Abstentions     | Abstentions    | 347   | 24,52  |    |   |  |  |
| Votants        | Votants         | Votants        | 1 068 | 75,48  |    |   |  |  |
| Blancs et nuls | Blancs et nuls  | Blancs et nuls | 65    | 6,09   |    |   |  |  |
| Exprimés       | Exprimés        | Exprimés       | 1 003 | 93,91  |    |   |  |  |

### Sainte-Marie
- Maire sortant : Pierre Roig
- 27 sièges à pourvoir au conseil municipal (population légale 2011 : 4 650 habitants)
- 1 sièges à pourvoir au conseil communautaire (CU Perpignan Méditerranée Métropole)

|                          | Pierre Roig *  | UMP-UDI        | 2 269 | 79,92  | 25 | 1 |  |  |
|                          | Bruno Badier   | FN             | 570   | 20,07  | 2  |   |  |  |
|                          |                |                |       |        |    |   |  |  |
| Inscrits                 | Inscrits       | Inscrits       | 4 006 | 100,00 |    |   |  |  |
| Abstentions              | Abstentions    | Abstentions    | 1 041 | 25,99  |    |   |  |  |
| Votants                  | Votants        | Votants        | 2 965 | 74,01  |    |   |  |  |
| Blancs et nuls           | Blancs et nuls | Blancs et nuls | 126   | 4,25   |    |   |  |  |
| Exprimés                 | Exprimés       | Exprimés       | 2 839 | 95,75  |    |   |  |  |
| * Liste du maire sortant |                |                |       |        |    |   |  |  |

### Saleilles
- Maire sortant : François Rallo
- 27 sièges à pourvoir au conseil municipal (population légale 2011 : 4 696 habitants)
- 1 sièges à pourvoir au conseil communautaire (CU Perpignan Méditerranée Métropole)

| Tête de liste            | Tête de liste      | Liste          | Premier tour | Premier tour | Second tour | Second tour | Sièges | Sièges |
| Tête de liste            | Tête de liste      | Liste          | Voix         | %            | Voix        | %           | CM     | CC     |
| ------------------------ | ------------------ | -------------- | ------------ | ------------ | ----------- | ----------- | ------ | ------ |
|                          | François Rallo *   | UMP            | 1 026        | 37,01        | 1 219       | 43,39       | 20     | 1      |
|                          | Jean-Michel Erre   | DVD            | 722          | 26,04        | 931         | 33,14       | 5      |        |
|                          | Jean-François Fons | DVD            | 483          | 17,42        | 310         | 11,03       | 1      |        |
|                          | Christian Labatte  | DVG            | 296          | 10,67        | 349         | 12,42       | 1      |        |
|                          | Roger Blandigneres | SE             | 245          | 8,83         |             |             |        |        |
|                          |                    |                |              |              |             |             |        |        |
| Inscrits                 | Inscrits           | Inscrits       | 3 932        | 100,00       | 3 932       | 100,00      |        |        |
| Abstentions              | Abstentions        | Abstentions    | 1 077        | 27,39        | 1 044       | 26,55       |        |        |
| Votants                  | Votants            | Votants        | 2 855        | 72,61        | 2 888       | 73,45       |        |        |
| Blancs et nuls           | Blancs et nuls     | Blancs et nuls | 83           | 2,91         | 79          | 2,74        |        |        |
| Exprimés                 | Exprimés           | Exprimés       | 2 772        | 97,09        | 2 809       | 97,26       |        |        |
| * Liste du maire sortant |                    |                |              |              |             |             |        |        |

### Salses-le-Château
- Maire sortant : Jean-Jacques Lopez
- 23 sièges à pourvoir au conseil municipal (population légale 2011 : 3 155 habitants)
- 7 sièges à pourvoir au conseil communautaire (CC Corbières Salanque Méditerranée)

| Tête de liste            | Tête de liste               | Liste          | Premier tour | Premier tour | Second tour | Second tour | Sièges | Sièges |
| Tête de liste            | Tête de liste               | Liste          | Voix         | %            | Voix        | %           | CM     | CC     |
| ------------------------ | --------------------------- | -------------- | ------------ | ------------ | ----------- | ----------- | ------ | ------ |
|                          | Jean-Jacques Lopez *        | DVG            | 794          | 44,33        | 973         | 52,11       | 18     | 6      |
|                          | Marie-Claude Conte-gregoire | DVG            | 670          | 37,40        | 894         | 47,88       | 5      | 1      |
|                          | Hai Nguyen-de Bures         | SE             | 327          | 18,25        |             |             |        |        |
|                          |                             |                |              |              |             |             |        |        |
| Inscrits                 | Inscrits                    | Inscrits       | 2 280        | 100,00       | 2 280       | 100,00      |        |        |
| Abstentions              | Abstentions                 | Abstentions    | 417          | 18,29        | 340         | 14,91       |        |        |
| Votants                  | Votants                     | Votants        | 1 863        | 81,71        | 1 940       | 85,09       |        |        |
| Blancs et nuls           | Blancs et nuls              | Blancs et nuls | 72           | 3,86         | 73          | 3,76        |        |        |
| Exprimés                 | Exprimés                    | Exprimés       | 1 791        | 96,14        | 1 867       | 96,24       |        |        |
| * Liste du maire sortant |                             |                |              |              |             |             |        |        |

### Sorède
- Maire sortant : Yves Porteix
- 23 sièges à pourvoir au conseil municipal (population légale 2011 : 3 050 habitants)
- 3 sièges à pourvoir au conseil communautaire (CC des Albères, de la Côte Vermeille et de l'Illibéris)

|                          | Yves Porteix * | SE             | 1 328 | 100,00 | 23 | 3 |  |  |
|                          |                |                |       |        |    |   |  |  |
| Inscrits                 | Inscrits       | Inscrits       | 2 643 | 100,00 |    |   |  |  |
| Abstentions              | Abstentions    | Abstentions    | 970   | 36,70  |    |   |  |  |
| Votants                  | Votants        | Votants        | 1 673 | 63,30  |    |   |  |  |
| Blancs et nuls           | Blancs et nuls | Blancs et nuls | 345   | 20,62  |    |   |  |  |
| Exprimés                 | Exprimés       | Exprimés       | 1 328 | 79,38  |    |   |  |  |
| * Liste du maire sortant |                |                |       |        |    |   |  |  |

### Théza
- Maire sortant : Jean-Jacques Thibaut
- 19 sièges à pourvoir au conseil municipal (population légale 2011 : 1 509 habitants)
- 3 sièges à pourvoir au conseil communautaire (CC Sud Roussillon)

|                          | Jean-Jacques Thibaut * | DVD            | 618   | 70,30  | 17 | 3 |  |  |
|                          | Renzo Dragone          | SE             | 261   | 29,69  | 2  |   |  |  |
|                          |                        |                |       |        |    |   |  |  |
| Inscrits                 | Inscrits               | Inscrits       | 1 152 | 100,00 |    |   |  |  |
| Abstentions              | Abstentions            | Abstentions    | 236   | 20,49  |    |   |  |  |
| Votants                  | Votants                | Votants        | 916   | 79,51  |    |   |  |  |
| Blancs et nuls           | Blancs et nuls         | Blancs et nuls | 37    | 4,04   |    |   |  |  |
| Exprimés                 | Exprimés               | Exprimés       | 879   | 95,96  |    |   |  |  |
| * Liste du maire sortant |                        |                |       |        |    |   |  |  |

### Thuir
- Maire sortant : René Olive
- 29 sièges à pourvoir au conseil municipal (population légale 2011 : 7 248 habitants)
- 14 sièges à pourvoir au conseil communautaire (CC des Aspres)

|                          | René Olive *   | PS             | 2 616 | 100,00 | 29 | 14 |  |  |
|                          |                |                |       |        |    |    |  |  |
| Inscrits                 | Inscrits       | Inscrits       | 5 989 | 100,00 |    |    |  |  |
| Abstentions              | Abstentions    | Abstentions    | 2 475 | 41,33  |    |    |  |  |
| Votants                  | Votants        | Votants        | 3 514 | 58,67  |    |    |  |  |
| Blancs et nuls           | Blancs et nuls | Blancs et nuls | 898   | 25,55  |    |    |  |  |
| Exprimés                 | Exprimés       | Exprimés       | 2 616 | 74,45  |    |    |  |  |
| * Liste du maire sortant |                |                |       |        |    |    |  |  |

### Torreilles
- Maire sortant : Louis Carles
- 23 sièges à pourvoir au conseil municipal (population légale 2011 : 3 248 habitants)
- 1 sièges à pourvoir au conseil communautaire (CU Perpignan Méditerranée Métropole)

|                | Marc Medina    | UMP-UDI        | 1 517 | 78,88  | 21 | 1 |  |  |
|                | Denis Maydat   | DVG            | 406   | 21,11  | 2  |   |  |  |
|                |                |                |       |        |    |   |  |  |
| Inscrits       | Inscrits       | Inscrits       | 2 738 | 100,00 |    |   |  |  |
| Abstentions    | Abstentions    | Abstentions    | 697   | 25,46  |    |   |  |  |
| Votants        | Votants        | Votants        | 2 041 | 74,54  |    |   |  |  |
| Blancs et nuls | Blancs et nuls | Blancs et nuls | 118   | 5,78   |    |   |  |  |
| Exprimés       | Exprimés       | Exprimés       | 1 923 | 94,22  |    |   |  |  |

### Toulouges
- Maire sortant : Louis Caseilles
- 29 sièges à pourvoir au conseil municipal (population légale 2011 : 6 248 habitants)
- 2 sièges à pourvoir au conseil communautaire (CU Perpignan Méditerranée Métropole)

|                | Jean Roque     | PS-PCF         | 2 575 | 100,00 | 29 | 2 |  |  |
|                |                |                |       |        |    |   |  |  |
| Inscrits       | Inscrits       | Inscrits       | 5 104 | 100,00 |    |   |  |  |
| Abstentions    | Abstentions    | Abstentions    | 1 942 | 38,05  |    |   |  |  |
| Votants        | Votants        | Votants        | 3 162 | 61,95  |    |   |  |  |
| Blancs et nuls | Blancs et nuls | Blancs et nuls | 587   | 18,56  |    |   |  |  |
| Exprimés       | Exprimés       | Exprimés       | 2 575 | 81,44  |    |   |  |  |

### Trouillas
- Maire sortant : Rémy Attard
- 19 sièges à pourvoir au conseil municipal (population légale 2011 : 1 816 habitants)
- 3 sièges à pourvoir au conseil communautaire (CC des Aspres)

|                          | Rémy Attard *      | SE             | 605   | 55,25  | 15 | 2 |  |  |
|                          | Béatrice Coussolle | SE             | 490   | 44,74  | 4  | 1 |  |  |
|                          |                    |                |       |        |    |   |  |  |
| Inscrits                 | Inscrits           | Inscrits       | 1 402 | 100,00 |    |   |  |  |
| Abstentions              | Abstentions        | Abstentions    | 277   | 19,76  |    |   |  |  |
| Votants                  | Votants            | Votants        | 1 125 | 80,24  |    |   |  |  |
| Blancs et nuls           | Blancs et nuls     | Blancs et nuls | 30    | 2,67   |    |   |  |  |
| Exprimés                 | Exprimés           | Exprimés       | 1 095 | 97,33  |    |   |  |  |
| * Liste du maire sortant |                    |                |       |        |    |   |  |  |

### Vernet-les-Bains
- Maire sortant : Brigitte Jalibert
- 15 sièges à pourvoir au conseil municipal (population légale 2011 : 1 444 habitants)
- 4 sièges à pourvoir au conseil communautaire (CC Conflent Canigó)

| Tête de liste            | Tête de liste       | Liste          | Premier tour | Premier tour | Second tour | Second tour | Sièges | Sièges |
| Tête de liste            | Tête de liste       | Liste          | Voix         | %            | Voix        | %           | CM     | CC     |
| ------------------------ | ------------------- | -------------- | ------------ | ------------ | ----------- | ----------- | ------ | ------ |
|                          | Brigitte Jalibert * | SE             | 395          | 41,36        | 444         | 45,63       | 3      | 1      |
|                          | Henri Guitart       | SE             | 348          | 36,43        | 529         | 54,36       | 12     | 3      |
|                          | Jean-Louis Lassus   | SE             | 212          | 22,19        |             |             |        |        |
|                          |                     |                |              |              |             |             |        |        |
| Inscrits                 | Inscrits            | Inscrits       | 1 266        | 100,00       | 1 266       | 100,00      |        |        |
| Abstentions              | Abstentions         | Abstentions    | 261          | 20,62        | 224         | 17,69       |        |        |
| Votants                  | Votants             | Votants        | 1 005        | 79,38        | 1 042       | 82,31       |        |        |
| Blancs et nuls           | Blancs et nuls      | Blancs et nuls | 50           | 4,98         | 69          | 6,62        |        |        |
| Exprimés                 | Exprimés            | Exprimés       | 955          | 95,02        | 973         | 93,38       |        |        |
| * Liste du maire sortant |                     |                |              |              |             |             |        |        |

### Villelongue-de-la-Salanque
- Maire sortant : José Lloret
- 23 sièges à pourvoir au conseil municipal (population légale 2011 : 3 156 habitants)
- 1 sièges à pourvoir au conseil communautaire (CU Perpignan Méditerranée Métropole)

|                          | José Lloret *      | DVD            | 901   | 50,56  | 18 | 1 |  |  |
|                          | Whueymar Deffradas | SE             | 881   | 49,43  | 5  |   |  |  |
|                          |                    |                |       |        |    |   |  |  |
| Inscrits                 | Inscrits           | Inscrits       | 2 385 | 100,00 |    |   |  |  |
| Abstentions              | Abstentions        | Abstentions    | 521   | 21,84  |    |   |  |  |
| Votants                  | Votants            | Votants        | 1 864 | 78,16  |    |   |  |  |
| Blancs et nuls           | Blancs et nuls     | Blancs et nuls | 82    | 4,40   |    |   |  |  |
| Exprimés                 | Exprimés           | Exprimés       | 1 782 | 95,60  |    |   |  |  |
| * Liste du maire sortant |                    |                |       |        |    |   |  |  |

### Villelongue-dels-Monts
- Maire sortant : Christian Nifosi
- 15 sièges à pourvoir au conseil municipal (population légale 2011 : 1 437 habitants)
- 2 sièges à pourvoir au conseil communautaire (CC des Albères, de la Côte Vermeille et de l'Illibéris)

|                          | Christian Nifosi * | DVG            | 729   | 100,00 | 15 | 2 |  |  |
|                          |                    |                |       |        |    |   |  |  |
| Inscrits                 | Inscrits           | Inscrits       | 1 272 | 100,00 |    |   |  |  |
| Abstentions              | Abstentions        | Abstentions    | 397   | 31,21  |    |   |  |  |
| Votants                  | Votants            | Votants        | 875   | 68,79  |    |   |  |  |
| Blancs et nuls           | Blancs et nuls     | Blancs et nuls | 146   | 16,69  |    |   |  |  |
| Exprimés                 | Exprimés           | Exprimés       | 729   | 83,31  |    |   |  |  |
| * Liste du maire sortant |                    |                |       |        |    |   |  |  |

### Villemolaque
- Maire sortant : Jean-Claude Péralba
- 15 sièges à pourvoir au conseil municipal (population légale 2011 : 1 203 habitants)
- 2 sièges à pourvoir au conseil communautaire (CC des Aspres)

|                          | Jean-Claude Péralba * | SE             | 471 | 100,00 | 15 | 2 |  |  |
|                          |                       |                |     |        |    |   |  |  |
| Inscrits                 | Inscrits              | Inscrits       | 831 | 100,00 |    |   |  |  |
| Abstentions              | Abstentions           | Abstentions    | 263 | 31,65  |    |   |  |  |
| Votants                  | Votants               | Votants        | 568 | 68,35  |    |   |  |  |
| Blancs et nuls           | Blancs et nuls        | Blancs et nuls | 97  | 17,08  |    |   |  |  |
| Exprimés                 | Exprimés              | Exprimés       | 471 | 82,92  |    |   |  |  |
| * Liste du maire sortant |                       |                |     |        |    |   |  |  |

### Villeneuve-de-la-Raho
- Maire sortant : Jacqueline Irles
- 27 sièges à pourvoir au conseil municipal (population légale 2011 : 3 800 habitants)
- 1 sièges à pourvoir au conseil communautaire (CU Perpignan Méditerranée Métropole)

|                          | Jacqueline Irles * | UMP            | 1 731 | 66,91  | 23 | 1 |  |  |
|                          | Éric Frauca        | SE             | 856   | 33,08  | 4  |   |  |  |
|                          |                    |                |       |        |    |   |  |  |
| Inscrits                 | Inscrits           | Inscrits       | 3 505 | 100,00 |    |   |  |  |
| Abstentions              | Abstentions        | Abstentions    | 773   | 22,05  |    |   |  |  |
| Votants                  | Votants            | Votants        | 2 732 | 77,95  |    |   |  |  |
| Blancs et nuls           | Blancs et nuls     | Blancs et nuls | 145   | 5,31   |    |   |  |  |
| Exprimés                 | Exprimés           | Exprimés       | 2 587 | 94,69  |    |   |  |  |
| * Liste du maire sortant |                    |                |       |        |    |   |  |  |

### Villeneuve-la-Rivière
- Maire sortant : Jacques Marrasse
- 15 sièges à pourvoir au conseil municipal (population légale 2011 : 1 298 habitants)
- 1 sièges à pourvoir au conseil communautaire (CU Perpignan Méditerranée Métropole)

| Tête de liste  | Tête de liste  | Liste          | Premier tour | Premier tour | Second tour | Second tour | Sièges | Sièges |
| Tête de liste  | Tête de liste  | Liste          | Voix         | %            | Voix        | %           | CM     | CC     |
| -------------- | -------------- | -------------- | ------------ | ------------ | ----------- | ----------- | ------ | ------ |
|                | Gérard Sanson  | SE             | 274          | 38,05        | 347         | 46,45       | 3      |        |
|                | Patrick Pascal | SE             | 238          | 33,05        | 400         | 53,54       | 12     | 1      |
|                | Christine Ruiz | SE             | 208          | 28,88        |             |             |        |        |
|                |                |                |              |              |             |             |        |        |
| Inscrits       | Inscrits       | Inscrits       | 931          | 100,00       | 931         | 100,00      |        |        |
| Abstentions    | Abstentions    | Abstentions    | 190          | 20,41        | 168         | 18,05       |        |        |
| Votants        | Votants        | Votants        | 741          | 79,59        | 763         | 81,95       |        |        |
| Blancs et nuls | Blancs et nuls | Blancs et nuls | 21           | 2,83         | 16          | 2,10        |        |        |
| Exprimés       | Exprimés       | Exprimés       | 720          | 97,17        | 747         | 97,90       |        |        |

### Vinça
- Maire sortant : René Dragué
- 19 sièges à pourvoir au conseil municipal (population légale 2011 : 1 939 habitants)
- 11 sièges à pourvoir au conseil communautaire (CC Conflent Canigó)

|                          | René Dragué *  | DVG            | 617   | 53,74  | 15 | 9 |  |  |
|                          | Pierre Pailles | SE             | 531   | 46,25  | 4  | 2 |  |  |
|                          |                |                |       |        |    |   |  |  |
| Inscrits                 | Inscrits       | Inscrits       | 1 578 | 100,00 |    |   |  |  |
| Abstentions              | Abstentions    | Abstentions    | 360   | 22,81  |    |   |  |  |
| Votants                  | Votants        | Votants        | 1 218 | 77,19  |    |   |  |  |
| Blancs et nuls           | Blancs et nuls | Blancs et nuls | 70    | 5,75   |    |   |  |  |
| Exprimés                 | Exprimés       | Exprimés       | 1 148 | 94,25  |    |   |  |  |
| * Liste du maire sortant |                |                |       |        |    |   |  |  |